# Jelenia Góra
Jelenia Góra (wymowaⓘ, łac. Cervimontium, Mons Cervi, niem. Hirschberg im Riesengebirge, cz. Jelení Hora, dawniej Hiršberk, Hornšperk) – miasto na prawach powiatu w południowo-zachodniej Polsce, w województwie dolnośląskim, w śródgórskiej Kotlinie Jeleniogórskiej, nad rzeką Bóbr. Miasto jest również siedzibą powiatu karkonoskiego, Zarządu Karkonoskiego Parku Narodowego oraz polską stolicą Euroregionu Nysa.
Historyczne miasto leży na Dolnym Śląsku. Jelenia Góra uzyskała lokację miejską przed 1281 rokiem. Jelenia Góra była stolicą województwa jeleniogórskiego w latach 1975–1998. Obecnie ma status miasta na prawach powiatu.
Według danych GUS z 30 czerwca 2024 r., Jelenia Góra liczyła 74 636 mieszkańców i była 4. pod względem liczby ludności (po Wrocławiu, Wałbrzychu i Legnicy) miastem w województwie dolnośląskim. Miała powierzchnię 109,3 km² (28. miejsce w kraju), gęstość zaludnienia wynosiła 682,9 osób/km². Miasto razem z 18 okolicznymi gminami podpisało w dniu 6 maja 2015 porozumienie na podstawie którego powołano Aglomerację Jeleniogórską liczącą ponad 250 000 mieszkańców.

## Geografia

### Położenie
Miasto położone w północnej części Kotliny Jeleniogórskiej. Miasto otaczają od zachodu Góry Izerskie i Pogórze Izerskie, od północy Góry Kaczawskie, od wschodu Rudawy Janowickie, a od południa Karkonosze. Centrum miasta znajduje się ok. 1 km na wschód od zbiegu rzeki Bóbr i rzeki Kamiennej.

### Ludność

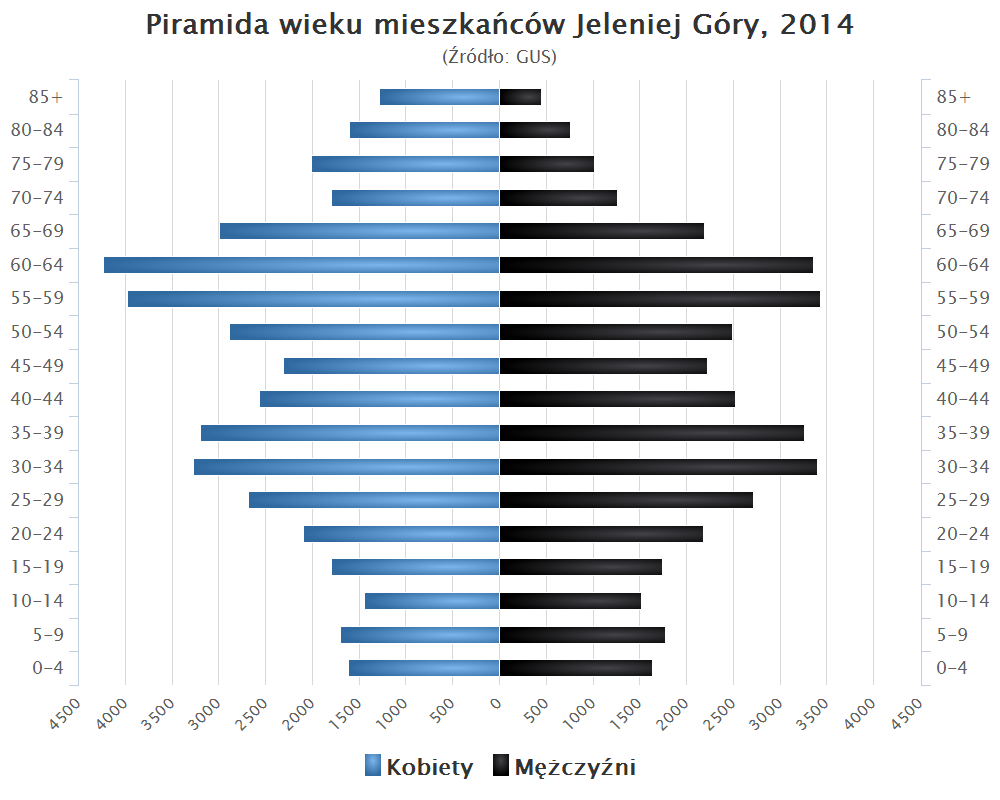
Piramida wieku mieszkańców Jeleniej Góry w 2014 roku

Pierwsze zapiski pochodzące z połowy XVI w. wspominają o populacji liczącej ok. 3,5 tys. mieszkańców. Na przełomie XVIII i XIX w. liczba mieszkańców wynosiła ok. 6 tys. osób, aby wzrosnąć do początku XX w. do ok. 20 tys. W latach I wojny światowej utrzymywała się na poziomie stałym z początku wieku, następnie stopniowo rosła i w 1939 Jelenią Górę zamieszkiwało ponad 35 tys. osób. Po II wojnie światowej miasto liczyło 39 tys. mieszkańców, w tym ponad 31 tys. Polaków. Po utworzeniu w 1975 województwa jeleniogórskiego i przyłączeniu do miasta okolicznych miejscowości, m.in. Cieplic Śląskich-Zdroju liczba ludności wzrosła do 80 tys. W kolejnych latach populacja miasta rosła, głównie jednak na skutek przyłączania kolejnych okolicznych wsi. W 1996 wynosiła 93 570 mieszkańców. Po reformie administracyjnej w 1998 i utworzeniu województwa dolnośląskiego, liczba mieszkańców Jeleniej Góry systematycznie spada. W grudniu 2004 wynosiła tylko 87 643, a w czerwcu 2010 spadła do 84 306 osób, natomiast w czerwcu 2024 osiągnęła zaledwie 74 636 osób.
- Wykres liczby ludności Jeleniej Góry w tysiącach na przestrzeni ostatnich 5 stuleci[7]

Największą populację Jelenia Góra odnotowała 30 czerwca 1998 – według danych GUS 93 986 mieszkańców. W 2002 miasto liczyło 88 866 mieszkańców, a w 2020 78 335 mieszkańców.
|                                | Liczba | Udział |
| ------------------------------ | ------ | ------ |
| Polacy (Bez Innych deklaracji) | 75,821 | 98,08% |
| Inna niż polska                | 1,484  | 1,91%  |
| Niemcy                         | 315    | 0,40%  |
| Ukraińcy                       | 180    | 0,23%  |
| Anglicy                        | 113    | 0,14%  |
| Amerykanie                     | 62     | 0,08%  |
| Ślązacy                        | 60     | 0,07%  |
| Włosi                          | 56     | 0,07%  |
| Białorusini                    | 52     | 0,06%  |
| Francuzi                       | 45     | 0,05%  |
| Czesi                          | 40     | 0.05%  |
| Żydzi                          | 37     | 0,04%  |
| pozostali                      | 524    | 0,67%  |
| Ludność Ogółem                 | 77,305 | 100%   |

|                       | liczba | udział |
| --------------------- | ------ | ------ |
| polski                | 77,031 | 99,65% |
| angielski             | 1,713  | 2,22%  |
| niemiecki             | 813    | 1,05%  |
| ukraiński             | 135    | 0,17%  |
| rosyjski              | 118    | 0,15%  |
| włoski                | 105    | 0,14%  |
| hiszpański            | 70     | 0,09%  |
| francuski             | 65     | 0,08%  |
| niderlandzki          | 47     | 0,06%  |
| norweski              | 43     | 0,06%  |
| czeski                | 22     | 0,03%  |
| migowy                | 22     | 0,03%  |
| pozostałe/nieustalone | 152    | 0,20%  |
| Ludność Ogółem        | 77,305 | 100%   |

### Pochodzenie
Powojenna ludność Jeleniej Góry w przeważającej mierze była ludnością napływową z różnych stron Polski. Przedwojenni niemieccy mieszkańcy miasta zostali po 1945 roku wysiedleni, a na ich miejsce napłynęli w zdecydowanej większości Polacy. Według profesora Leszka Kosińskiego struktura ludnościowa Jeleniej Góry w 1950 roku pod względem pochodzenia terytorialnego przedstawiała się następująco:
| Pochodzenie              | Liczba mieszkańców | Procentowo |
| ------------------------ | ------------------ | ---------- |
| Obszary w granicach ZSRR | 9 833              | 28,10%     |
| Miasto Warszawa          | 3 200              | 9,14%      |
| Woj. kieleckie           | 2 801              | 8,00%      |
| Woj. poznańskie          | 2 613              | 7,47%      |
| Woj. krakowskie          | 2 534              | 7,24%      |
| Woj. łódzkie z Łodzią    | 2 180              | 6,23%      |
| Woj. warszawskie         | 2 016              | 5,76%      |
| Woj. rzeszowskie         | 1 816              | 5,19%      |
| Woj. katowickie          | 1 634              | 4,67%      |
| Woj. lubelskie           | 1 432              | 4,09%      |
| Woj. bydgoskie           | 1 264              | 3,61%      |
| Woj. białostockie        | 617                | 1,76%      |
| Zagranica oprócz ZSRR    | 597                | 1,71%      |
| Woj. gdańskie            | 198                | 0,57%      |
| Woj. wrocławskie         | 124                | 0,35%      |
| Pozostali                | 672                | 1,92%      |
| Ludność napływowa ogółem | 33 531             | 95,81%     |
| Autochtoni               | 1 465              | 4,19%      |
| Ogółem                   | 34 996             | 100%       |

### Klimat
| Miesiąc                          | Sty | Lut | Mar  | Kwi | Maj | Cze  | Lip   | Sie  | Wrz | Paź  | Lis  | Gru  | Roczna |
| -------------------------------- | --- | --- | ---- | --- | --- | ---- | ----- | ---- | --- | ---- | ---- | ---- | ------ |
| Średnie temperatury w dzień [°C] | 1   | 0   | 6    | 9   | 16  | 20   | 20    | 22   | 18  | 13   | 6    | 4    | 11     |
| Średnie temperatury w nocy [°C]  | -7  | -10 | -3   | 0   | 4   | 9    | 11    | 9    | 5   | 2    | -2   | -2   | 2      |
| Opady [mm]                       | 33  | 61  | 43.2 | 61  | 61  | 73.7 | 142.2 | 76.2 | 33  | 63.5 | 40.6 | 55.9 | 741,7  |
| Źródło: Weatherbase 15.12.2008   |     |     |      |     |     |      |       |      |     |      |      |      |        |

## Pochodzenie nazwy

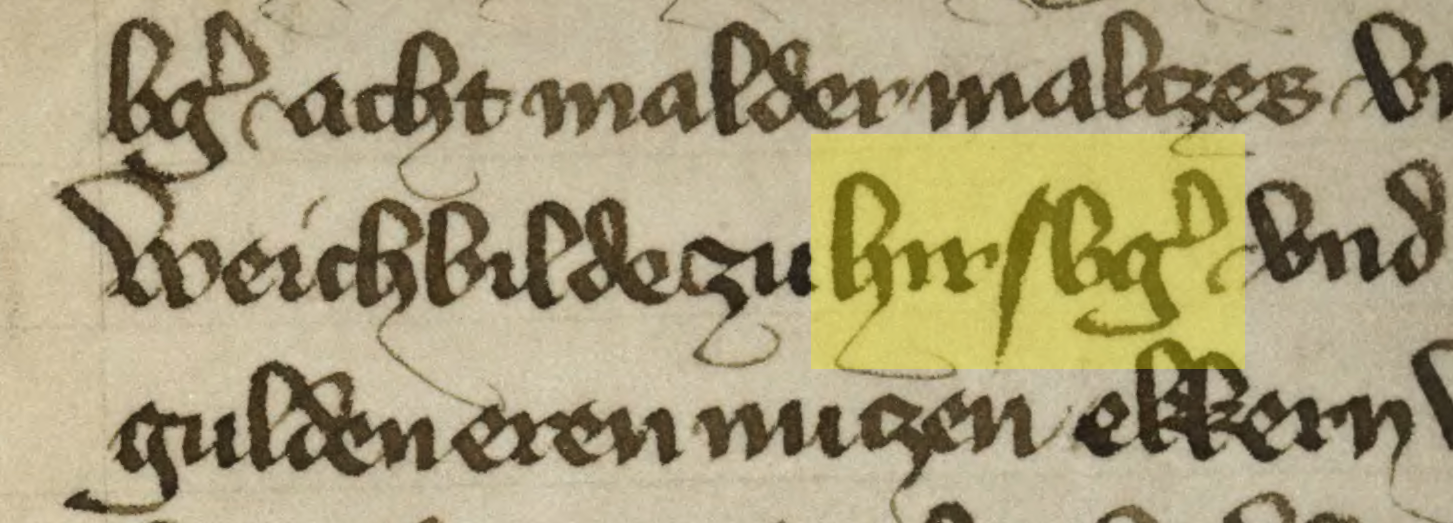
Wzmianka miejscowości w 1384 r. jako Hirsb(er)g.

Nazwa miasta, wymieniana w źródłach historycznych, wydaje się spójna. Niemieckojęzyczna nazwa Hirschberg, zapisywana odmiennie na przebiegu wieków (np. Hyrzberc 1281 r., Hyrspergk 1305 r., Hirssbergk 1355 r., Hirsberg 1521 r.). Po wcieleniu tutejszych ziem do Polski w 1945 roku, miastu została nadana nazwa Jelenia Góra – bowiem Jelenia Góra pisana także łącznie istniała w języku polskim przed 1945 rokiem. W XVI i XVII w. pojawiają się łacińskie określenia: Mons Cervi, Cervimontia, Mons Cervinus, Cervigera. W roku 1613 śląski regionalista i historyk Mikołaj Henel z Prudnika wymienił miejscowość w swoim dziele o geografii Śląska pt. Silesiographia, podając jej łacińskie nazwy: Cervimontium, Hirsberga.
Polską nazwę Jelenia Góra oraz Hyrszberg w książce „Krótki rys jeografii Szląska dla nauki początkowej” wydanej w Głogówku w 1847 wymienił śląski pisarz Józef Lompa.

## Historia

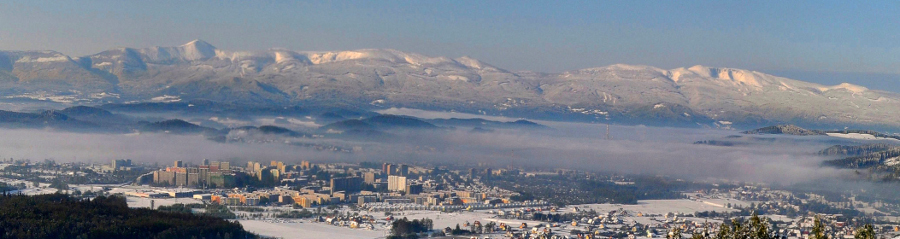
Panorama Jeleniej Góry, widok z Szybowcowej Góry

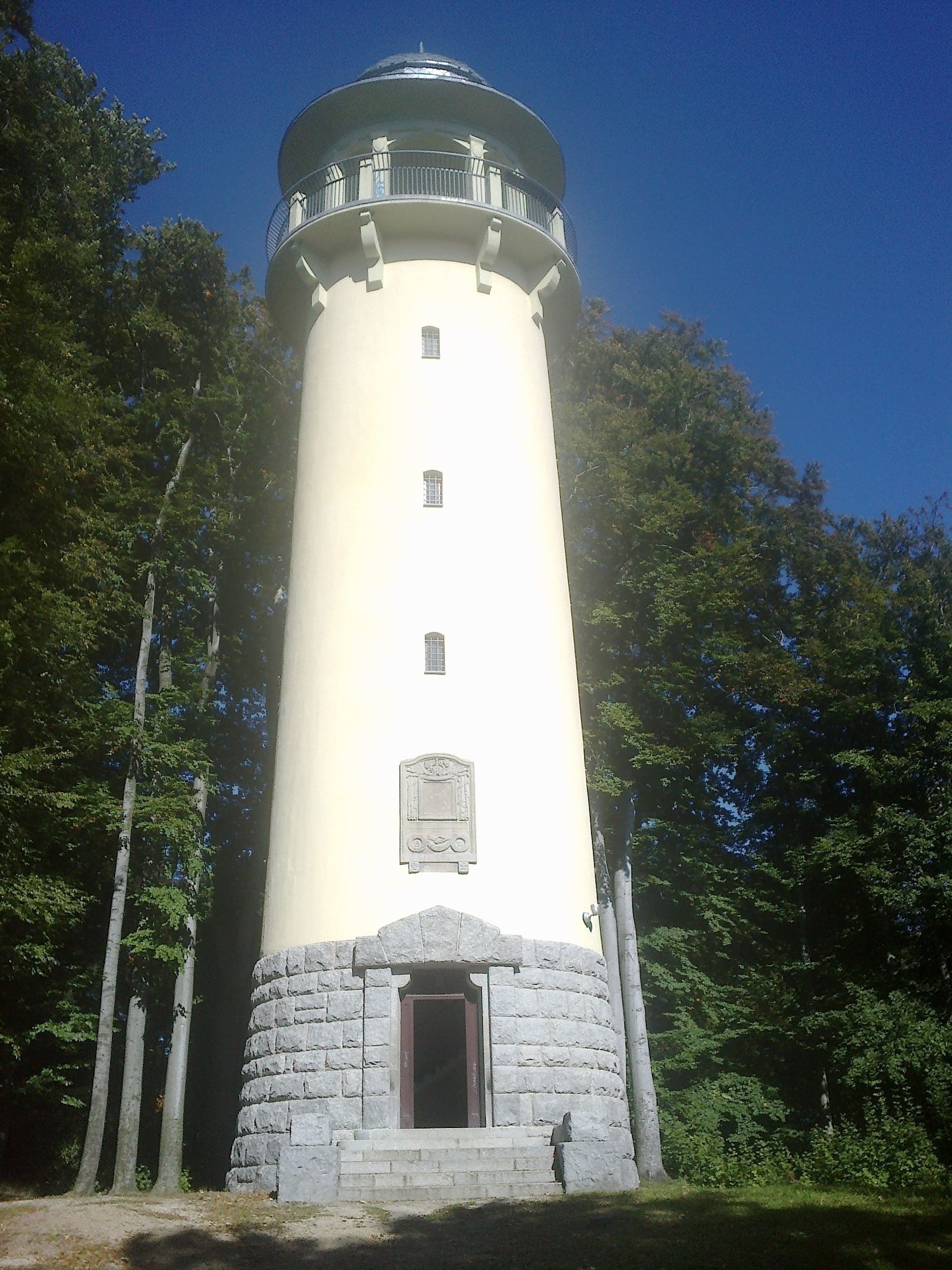
22-metrowa wieża widokowa zbudowana w 1911 roku na Wzgórzu Krzywoustego

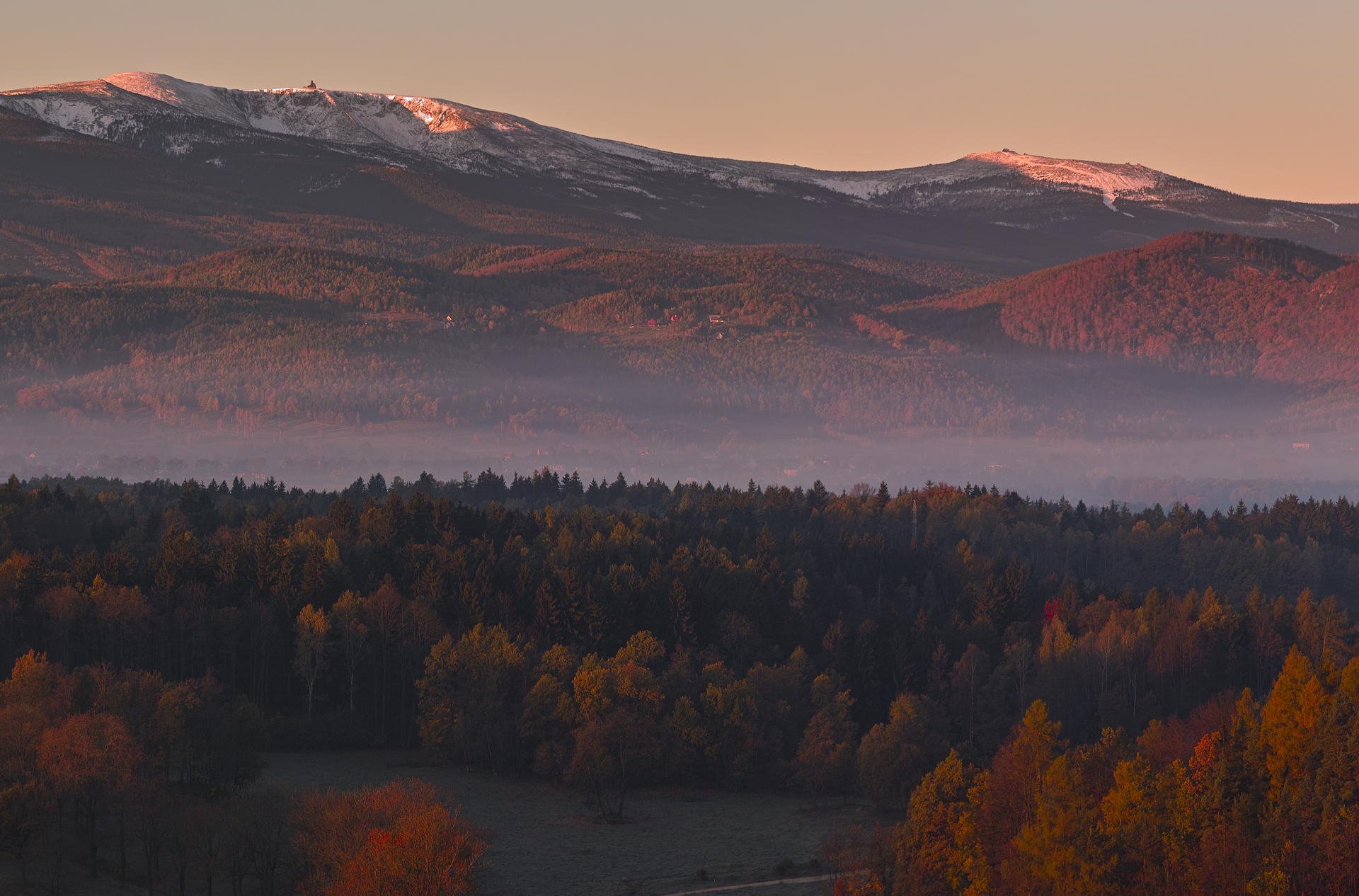
Czarny Kocioł Jagniątkowski i Śnieżne Kotły – widok z Góry Witosza

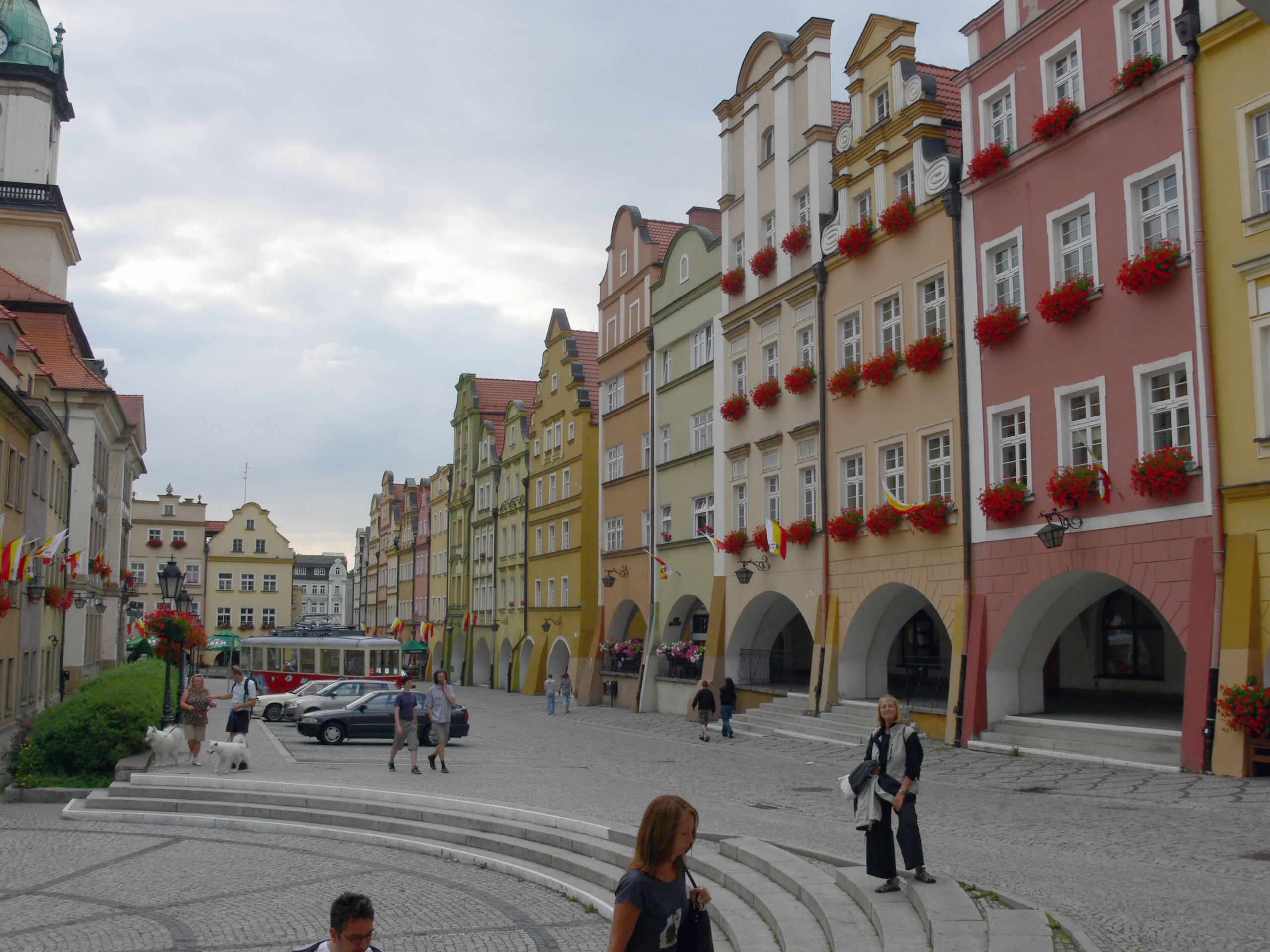
Jeleniogórski rynek

Prawdopodobnie na terenie miasta istniał nieznany z nazwy słowiański gród, którego założenie polska tradycja przypisuje Bolesławowi III Krzywoustemu w latach 1108–1112. Z piastowskich początków zachowało się jeleniogórskie grodzisko – obecnie Góra Bolesława Krzywoustego, które miało również podgrodzie, które stopniowo rozwinęło się w osadę targową. Początki Jeleniej Góry w dzisiejszej postaci datują się jednak przypuszczalnie dopiero na połowę XIII w. i związane są z akcją osadniczą prowadzoną przez Bolesława II Rogatkę za pomocą kolonistów niemieckich. Dokładna data uzyskania praw miejskich pozostaje nieznana, wiadomo jednak, że sto lat po założeniu osada cieszyła się już statusem miasta.

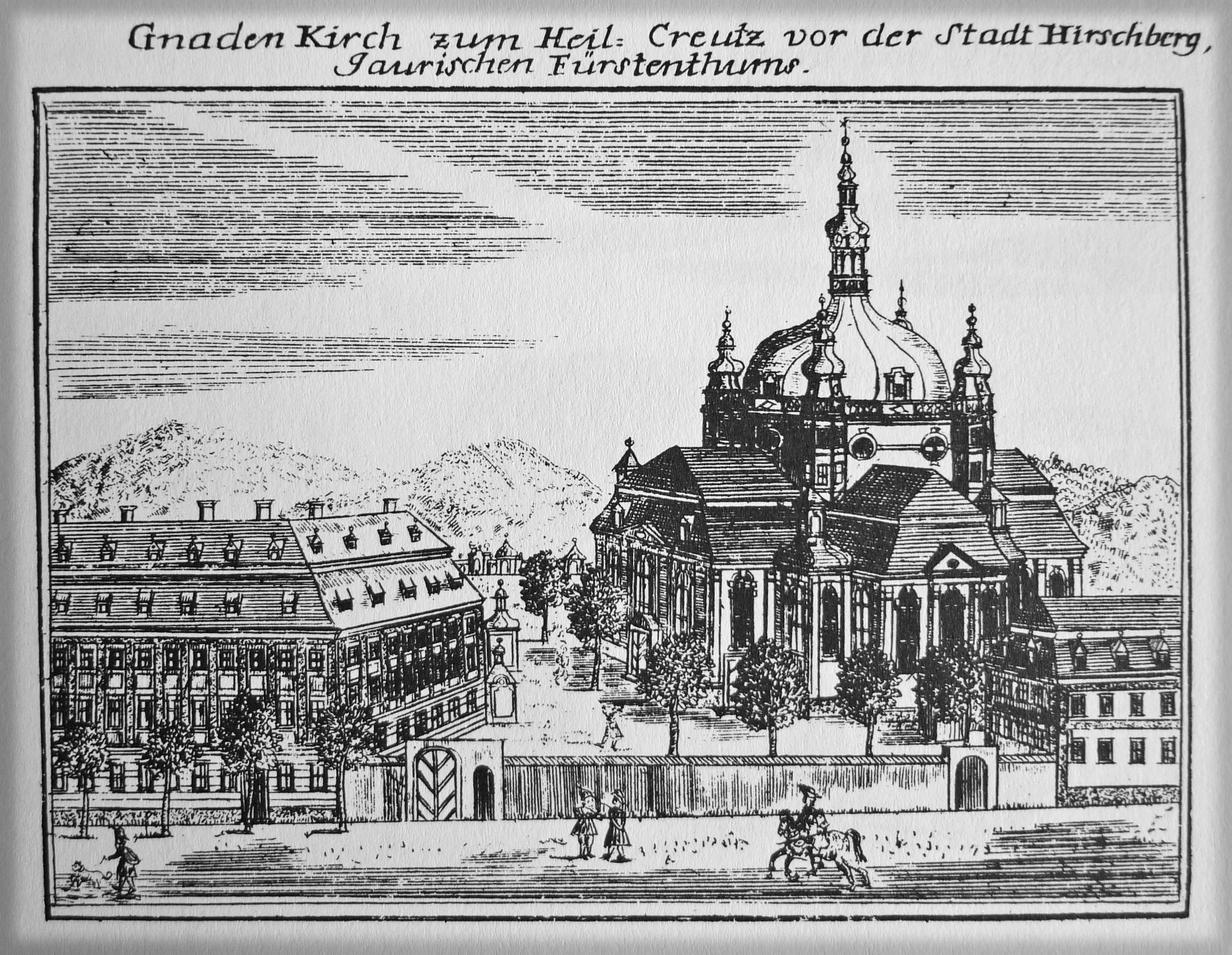
Friedrich Bernhard Werner: „Śląskie domy modlitwy” (1748–52) – Kościół Podwyższenia Krzyża Świętego

Pod panowaniem książąt jaworsko-świdnickich miasto prężnie się rozwijało, w 1299 powstał młyn, w 1311 karczma, w 1361 piwiarnia, a w okolicy rozwijało się górnictwo rud żelaza i hutnictwo szkła. W 1392 na mocy układu o dziedziczeniu Jelenia Góra wraz z całym księstwem świdnicko-jaworskim przeszła pod panowanie czeskie. Od zasiadających na praskim tronie Jagiellonów otrzymała szeroką samodzielność i prawo bicia własnej monety, a w 1519 r. ważny przywilej corocznych jarmarków. W II połowie XVI w. w mieście i okolicach rozpoczęła się produkcja płócien lnianych zwanych woalami. Handel nimi okazał się z czasem bardzo zyskowny. Produkcję przerwała wojna trzydziestoletnia, podczas której miasto przeżyło swój najtrudniejszy okres. Wszystkie wieże – kościoła, ratusza i bram miejskich uległy spaleniu. Odbudowa spalonego i zrujnowanego miasta, pozbawionego pomocy z zewnątrz, była wolna i długotrwała. W 1630 cesarz nadał miastu przywilej wyłączności handlu płótnem lnianym. W 1639 r., w czasie szalejącej wichury zawaliła się wieża ratusza wraz z fragmentem budynku, którego już nie odbudowano. Nowy ratusz został wzniesiony w drugiej połowie XVIII w. W okresie wojny trzydziestoletniej i panującego chaosu wewnętrznego dokonano samowolnej zmiany herbu Jeleniej Góry oraz falsyfikacji dyplomu herbowego. Po wojnie i odbudowie Jelenia Góra stała się jednym z bogatszych miast na Śląsku. Miejscowi kupcy zrzeszali się w konfraterni kupieckiej zajmującej się eksportem do wszystkich krajów europejskich, a także na kontynent amerykański.

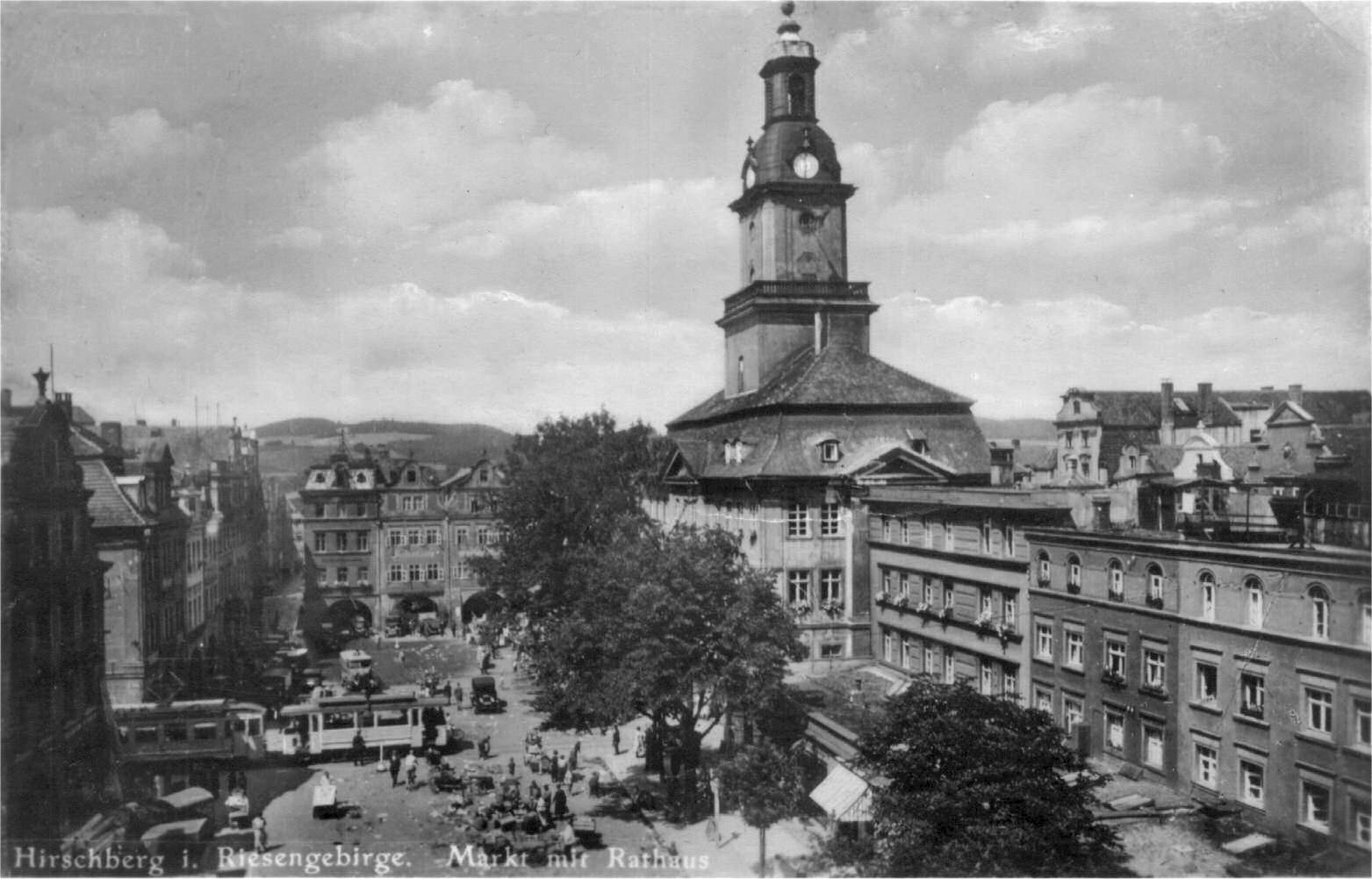
Ratusz i Plac Ratuszowy przed II wojną światową

Ten pomyślny rozwój miasta przerwany został w 1742 r., kiedy to Śląsk został zbrojnie wcielony do państwa pruskiego, co odcięło miasto od dotychczasowych rynków zbytu. W tym też czasie zmieniła się koniunktura na rynkach światowych, a rękodzielnicza produkcja spod Karkonoszy została wyparta przez tańsze wyroby mechanicznych tkalni angielskich. Oba te czynniki doprowadziły do całkowitego upadku tkactwa w Jeleniej Górze i okolicach. Nadejście XIX wieku było jednak dla Jeleniej Góry pomyślne. Kilku przemysłowców zbudowało tu bowiem swoje fabryki. Wzrastał też gwałtownie ruch turystyczny w Karkonoszach, dla którego Jelenia Góra oraz inne miejscowości wchodzące obecnie w jej skład, stanowiła naturalną bazę wypadową. Do miasta przyjeżdżało coraz więcej gości. Na ich potrzeby wznoszono hotele i pensjonaty, otwierano restauracje, rozpoczęto produkcję żywności oraz pamiątek. Do dalszego wzrostu gospodarczego przyczyniło się doprowadzenie do Jeleniej Góry linii kolejowych – w roku 1866 od strony Zgorzelca i w roku 1867 od strony Wrocławia. Sieć kolejowa została później rozbudowana o linie do Kowar (1882), Karpacza (1896), Szklarskiej Poręby (1902) i Lwówka Śląskiego (1906).
Pierwsza drukarnia powstała w Jeleniej Górze w 1709 w związku z utworzeniem w mieście szkoły ewangelickiej, zaś dwie kolejne powstały w drugiej połowie XVIII wieku. W 1801 zaczęło ukazywać miejscowe czasopismo „Schlesische Gebirgslaeter”. Jednym z najważniejszych przedsięwzięć drukarstwa w mieście były dwa wydania tzw. Biblii jeleniogórskiej, która trafiła do szkół w Królestwie Prus.

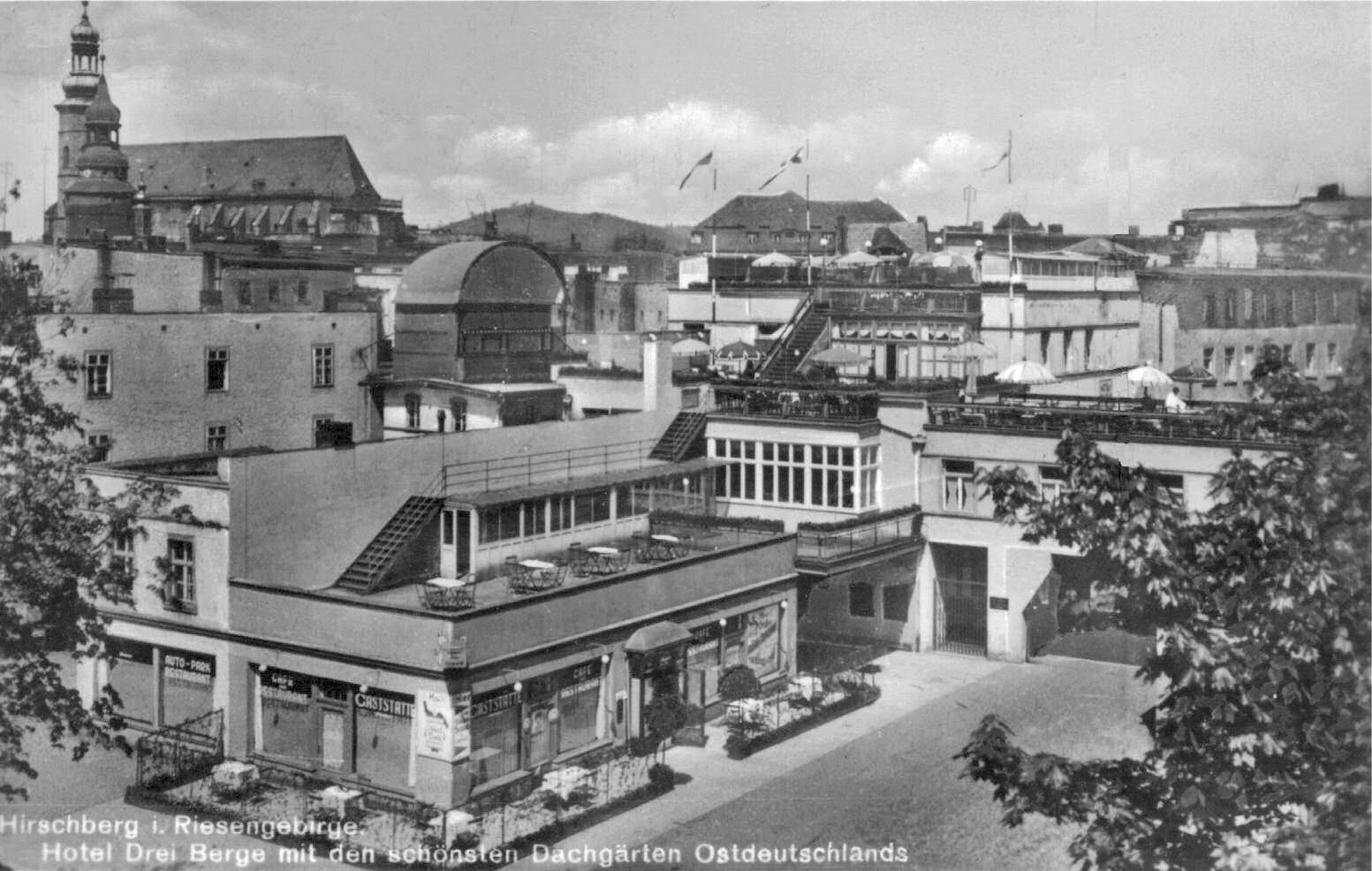
Okolice hotelu Drei Berge (obecnie Hotel Europa) przed II wojną światową

W 1911 roku do Jeleniej Góry dotarł pierwszy gaz przesłany z Gazowni Miejskiej w Wałbrzychu, co znacząco poprawiło rozwój miasta.
W czasie II wojny światowej miasto nie doznało żadnych zniszczeń i zostało zajęte przez wojska radzieckie dopiero po kapitulacji Niemiec. 8 maja 1945 z miasta uciekł dotychczasowy burmistrz z NSDAP, a następnego dnia powołano nowe władze miejskie (z udziałem komunistów z KPD) wraz z nowym burmistrzem z SPD. Tego samego dnia do miasta wkroczyły oddziały Armii Czerwonej. Jelenia Góra została pod dzisiejszą nazwą przyłączona do Polski (administracyjnie nazwę zatwierdzono w maju 1946), zaś jej ludność uległa przymusowemu wysiedleniu do Niemiec. Na jej miejsce przybywali polscy przesiedleńcy. Już w sierpniu 1945 roku rozpoczął swą działalność miejscowy teatr, funkcjonowało archiwum, przymierzano się do otwarcia muzeum, rozpoczynano naukę w polskich szkołach. Otwarto wiele nowych zakładów przemysłowych, w tym jedyne wówczas w kraju zakłady optyczne.
W 1958 roku odbyły się obchody 850-lecia miasta, w ramach których m.in. odsłonięto popiersie Bolesława Krzywoustego.
W 1971 roku rozpoczęto wyburzanie większości zabytkowych kamienic w obrębie rynku oraz ulicy Kopernika. Obecna zabudowa placu ratuszowego powstała w latach 70. i jest stylizowana na dawną (pozostawiono sześć fasad dawnych kamienic). Jelenia Góra była po wojnie wydzielonym miastem powiatowym, zaś w r. 1975 została stolicą nowego województwa, na co miała wpływ nie tylko jej silna pozycja gospodarcza w regionie, ale i kulturalna. W 1973 do Jeleniej Góry włączono Goduszyn i Czarne, a 2 lipca 1976 przyłączone zostały Cieplice Śląskie-Zdrój, Sobieszów i Maciejowa, co spowodowało konieczność przemianowania 102 ulic. Powstał w ten sposób największy ośrodek miejski w Sudetach Zachodnich.
Obecnie Jelenia Góra posiada status miasta na prawach powiatu. 1 stycznia 1998 przyłączono do Jeleniej Góry Jagniątków, co spowodowało przesunięcie granic administracyjnych miasta aż do granicy Polski z Czechami.
W ciągu dwóch dekad (1998–2018) liczba mieszkańców Jeleniej Góry zmniejszyła się o 15,4 procent.

## Zabytki

### Zabytki Śródmieścia Jeleniej Góry

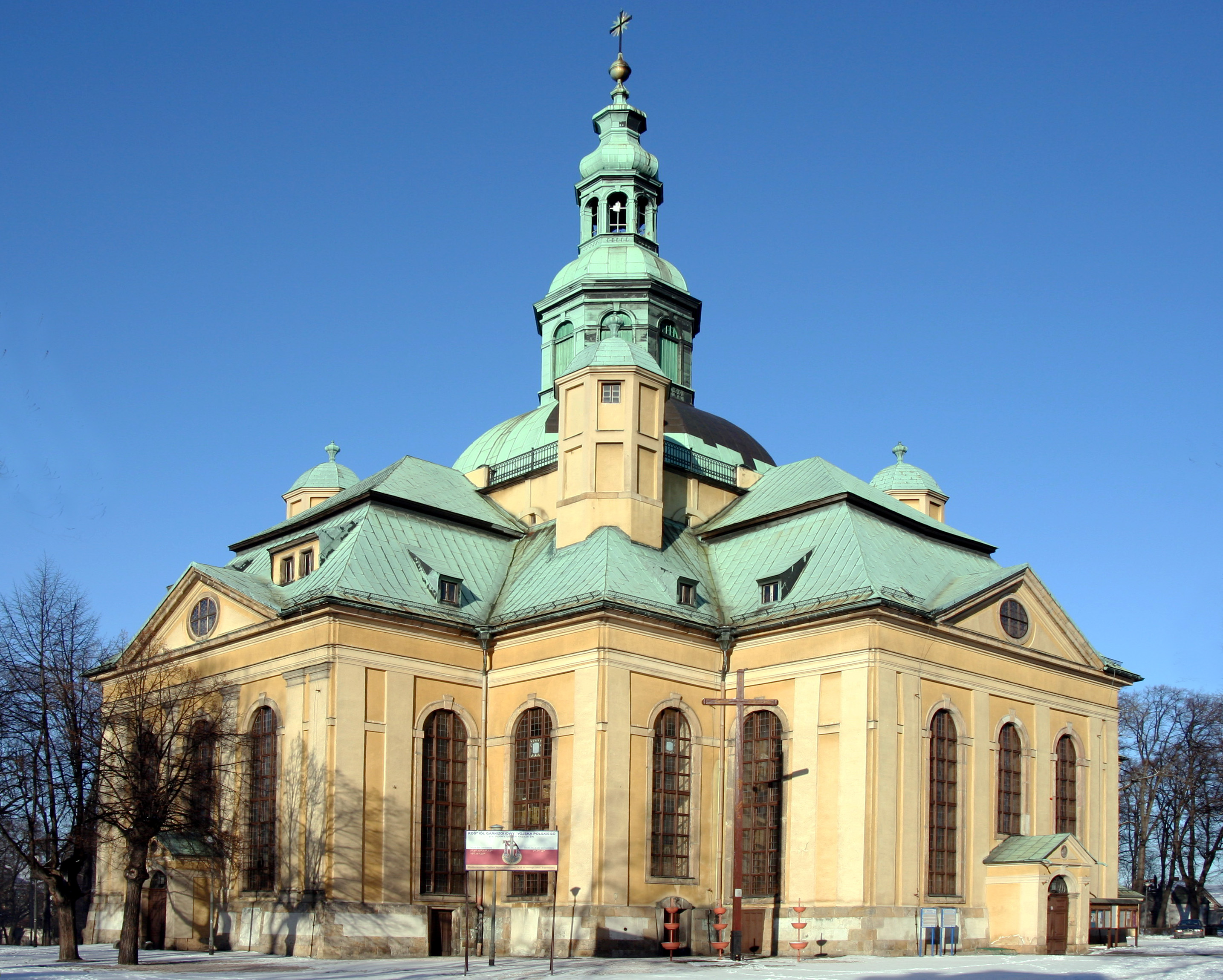
Kościół Podwyższenia Krzyża św.

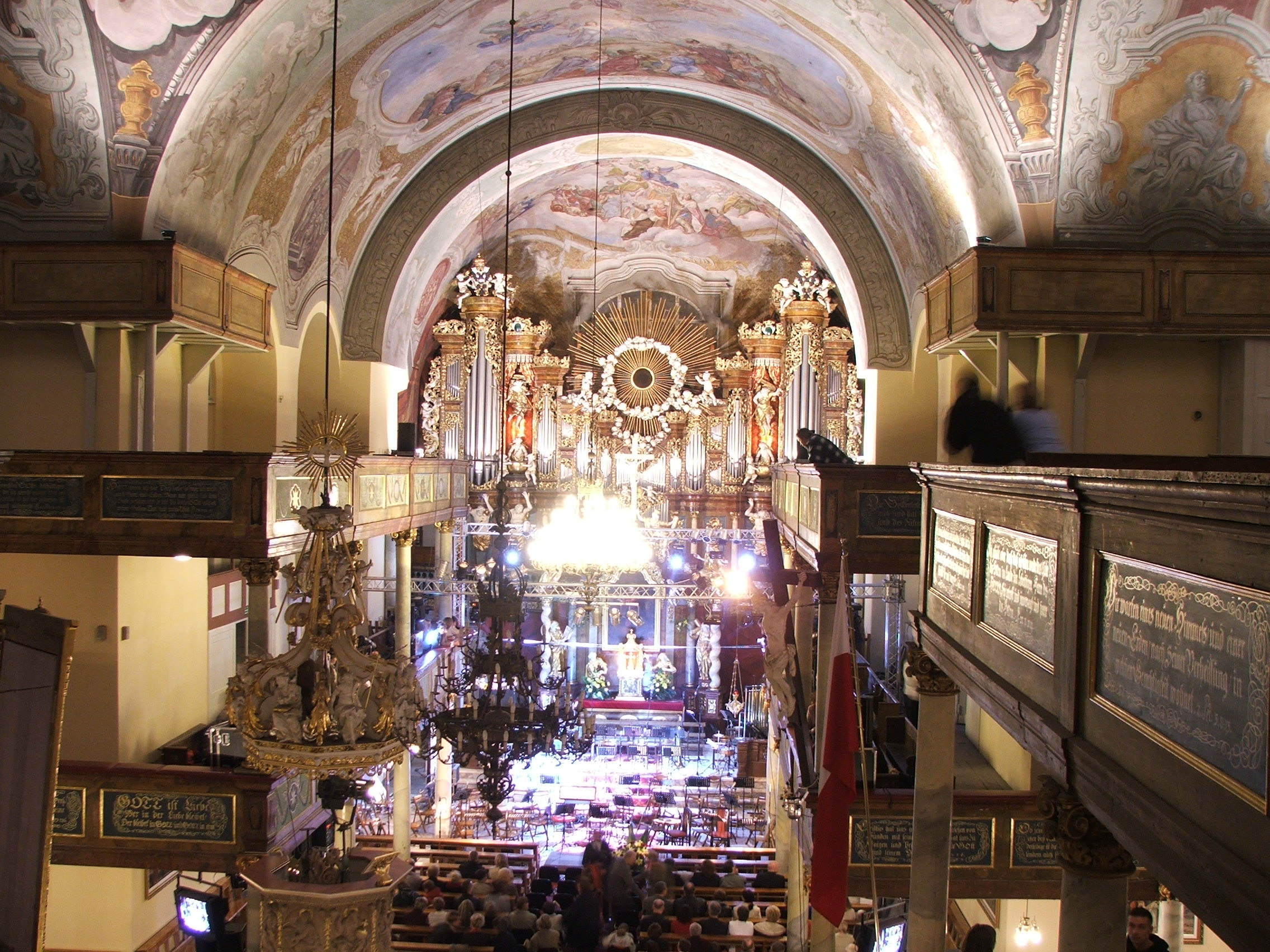
Wnętrze kościoła pw. Podwyższenia Krzyża św.

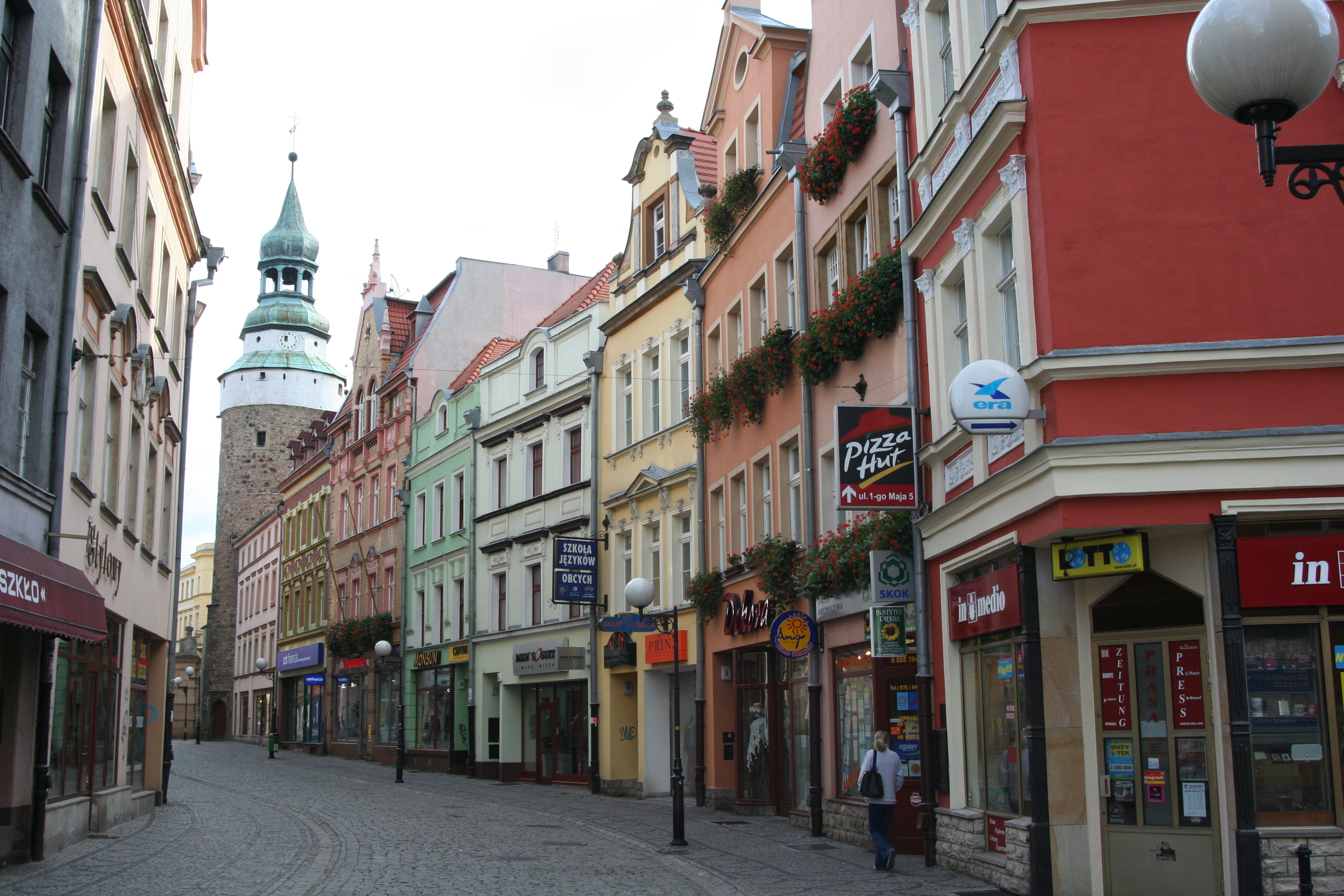
Ul. Konopnickiej oraz średniowieczna Basteja w której mieści się Kaplica pw. św. Anny

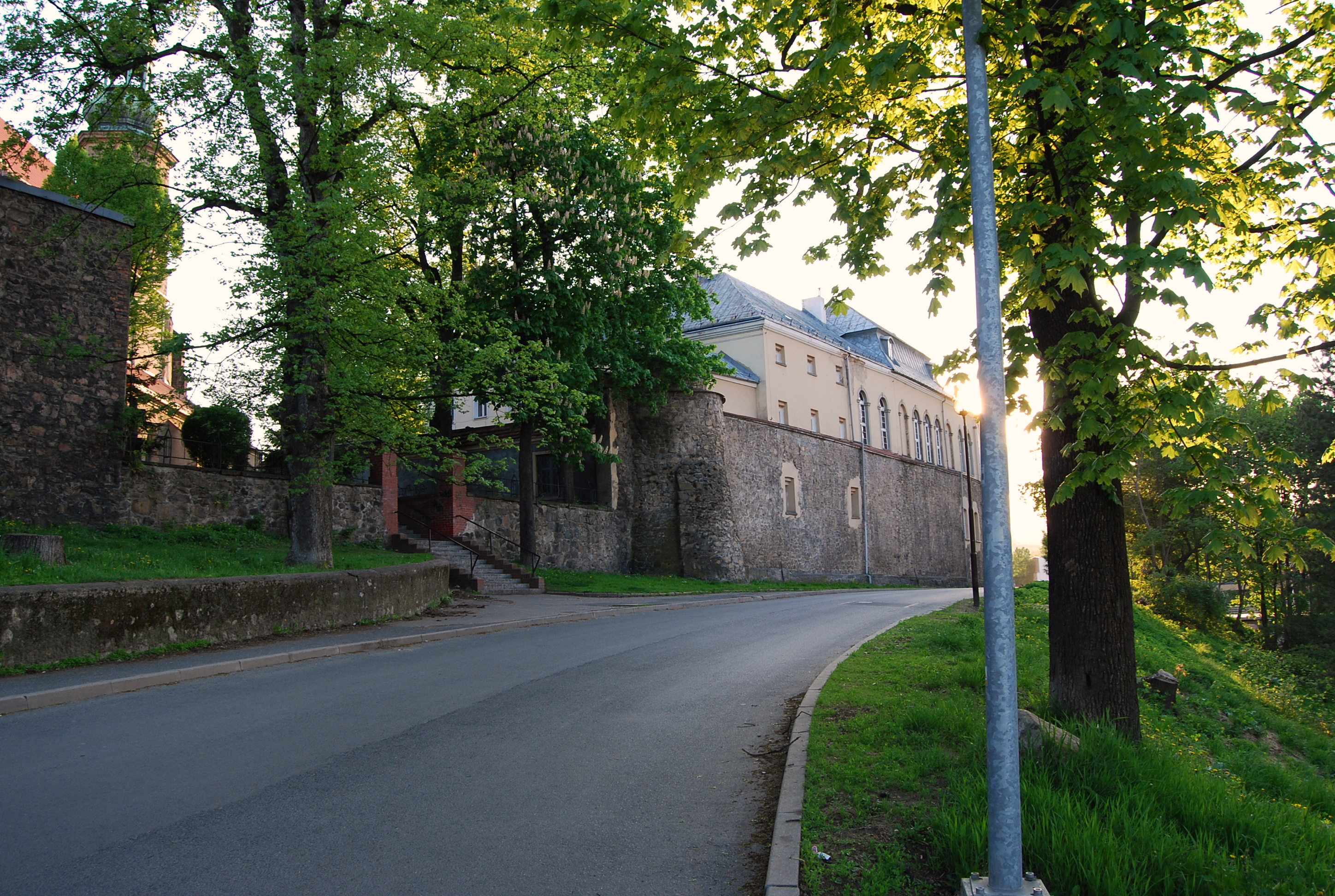
Mury obronne (XV w.)

W wojewódzkim rejestrze zabytków na liście zabytków wpisane są:
- miasto (ośrodek historyczny)
- Bazylika mniejsza pw. św. Erazma i Pankracego – najstarsza świątynia w mieście z 1552 roku, posiada wysoką (51 m) wieżę. W 1909 r. przy północnej nawie wzniesiono neogotycką klatkę schodową. Przy wejściu do zakrystii od strony północnej pomnik św. Jana Nepomucena z 1709 roku, który w 1812 r. strącono z mostu na Bobrze, a po odrestaurowaniu w 1886 r. przeniesiono w obecne miejsce
- zespół kościoła ewangelickiego z lat 1709–1718: kantorówka, obecnie dom parafialny, ul. 1 Maja 45, cmentarz z kaplicami:
  - kościół Podwyższenia Krzyża św. z lat 1709–1718 – największa świątynia w mieście, może w nim zasiąść 4020 osób, a drugie tyle zmieści się na stojąco. Zbudowany w latach 1709–1718 w wyniku zmuszenia cesarza przez króla szwedzkiego Karola XII do wyrażenia zgody na budowę przez protestantów sześciu tzw. „kościołów łaski”. Od 1957 r. jest kościołem katolickim, a zarazem garnizonowym. Nad główną kopułą góruje wysoka na 66 m wieża. Jako jeden z niewielu kościołów na świecie posiada organy umieszczone za ołtarzem, a nie nad wejściem głównym[30].
- kościół pw. NMP, obecnie cerkiew prawosławna pw. Świętych Piotra i Pawła; zbudowana w latach 1737–1738 – XVIII w. Na północnej ścianie kościoła znajdują się krzyże pokutne. W 1925 r. przejęta przez władze miejskie pełniła funkcję galerii. Parafia prawosławna przejęła świątynię w 1948 r. i sprowadziła ikonostas aż z Lubelszczyzny, ul. 1 Maja / Klonowica,
- kościół – kaplica pw. św. Anny – umieszczona wewnątrz średniowiecznej bastei, którą w 1514 r. – XVI w. gruntownie przebudowano. W portalu nad wejściem do kaplicy widnieje napis: HonorI Magnae ChrIstI aVlae DIVae Annae ereCta (wzniesiono na chwałę wielkiej babki Chrystusa św. Anny) z ukrytą datą 1715 r. Na wysokości bruku (od strony południowo-zachodniej) znajduje się fragment (górna część) krzyża pokutnego, ul. Konopnickiej
- dawne kolegium jezuickie, ul. Kopernika 1, z lat 1709–1711
- cmentarz komunalny, ul. Sudecka 44, z początku XX w.
- kaplica-krematorium, z 1914 r.
- mury obronne z basztami – prawdopodobnie pierwsze mury powstały w XIV w. Główne umocnienia sięgały ok. 8 m wysokości, grubość w koronie wynosiła 1,5 m. Na przedmurzu znajdowała się sucha fosa (m.in. dzisiejsza ulica Bankowa oraz Podwale), której fragmenty w późniejszych czasach wykorzystywane były jako ogrody (koniec XVIII w.). Później część fosy między Bramą Zamkową a Bramą Wojanowską wykorzystywano jako ogród zoologiczny. W murze znajdowały się trzy bramy – Zamkowa wychodząca na kierunek północno-zachodni, Wojanowska po stronie wschodniej oraz brama przy ul. Długiej w południowo-zachodniej części obmurowań. Przy każdej z bram znajdowała się wieża, która bronić miała wjazdów do miasta. Mury miejskie straciły na znaczeniu w XVIII w. na skutek przemian w technice wojskowej oraz intensywnego rozwoju miasta poza ich obrębem. Ostateczną decyzję o ich rozbiórce podjęto w 1862 r. Do dziś z wielu obronnych fortyfikacji (podwójne mury obronne, 3 bramy z wieżami, 36 bastei) zachowały się tylko fragmenty tych obwarowań: Baszta Wojanowska z basteją kryjącą kaplicę św. Anny, fragmenty murów wplecione w inne budowle m.in. przy ul. Jeleniej oraz Baszta Zamkowa i Baszta Grodzka (z XV w.)
  - Brama Wojanowska i baszta Wojanowska – stanowiły część średniowiecznego kompleksu obronnego który strzegł drogi do Wojanowa. Lochy pełniły funkcję więzienia. W 1480 r. wieża wskutek silnego wiatru zawaliła się grzebiąc 5 osób. Szybko ją odbudowano dodając zegar i kopułę z latarnią i w takim stanie przetrwała do dziś. Brama, zwana Wojanowską, której strzegła owa wieża, znajdowała się u wylotu obecnej ul. Konopnickiej. Wyburzono ją w 1755 roku, a obrys uwidoczniono później w bruku ciemniejszą kostką. W roku 1756 postawiono tutaj barokową bramę spełniającą funkcję porządkowo-rogatkową. Na filarach umieszczono herby: pruski, śląski, miejski oraz inskrypcję. W 1869 r. bramę rozebrano i przeniesiono do koszar przy ul. Obrońców Pokoju. Po renowacji w 1998 roku wróciła na dawne miejsce
- baszta Zamkowa znajduje się przy ulicy Podwale oraz Jasnej. Pierwotnie stanowiła umocnienie Bramy Zamkowej. Zniszczona prawdopodobnie w wielkim pożarze w 1549 r. 13 II 1550, podczas remontu, zawaliła się zabijając trzech robotników. Wieża w obecnym kształcie powstała w 1584, a dzisiejszą postać uzyskała w XIX w. Po remoncie oraz znaczącej przebudowie pełni funkcję punktu widokowego. W wieży znajduje się pięć kondygnacji, na trzecim i czwartym piętrze znajdują się charakterystyczne otwory strzelnicze w kształcie krzyża (strzelnice kluczowe). Na chorągiewce na szczycie budowli wizerunek jelenia i rok budowy.

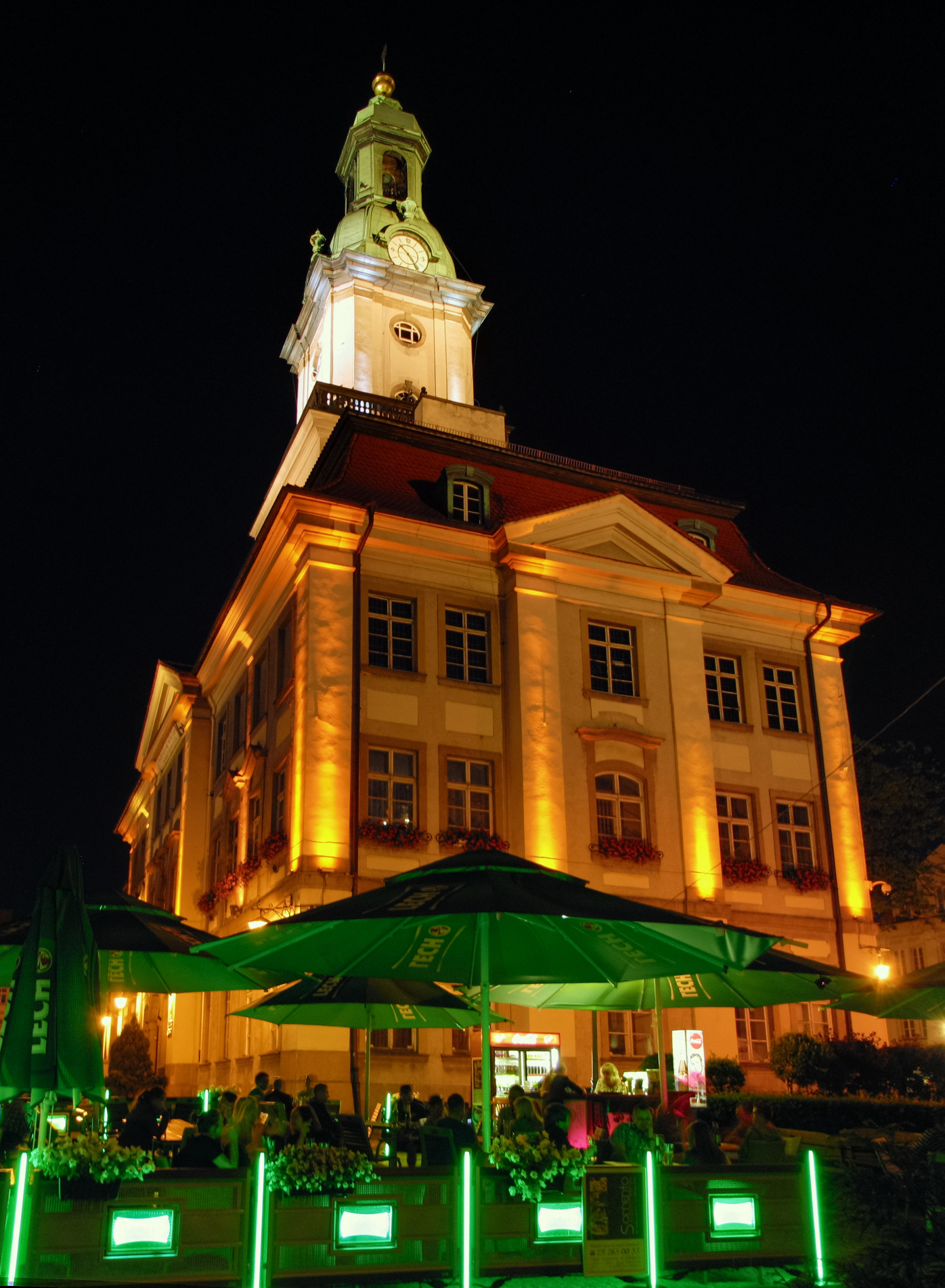
Ratusz nocą

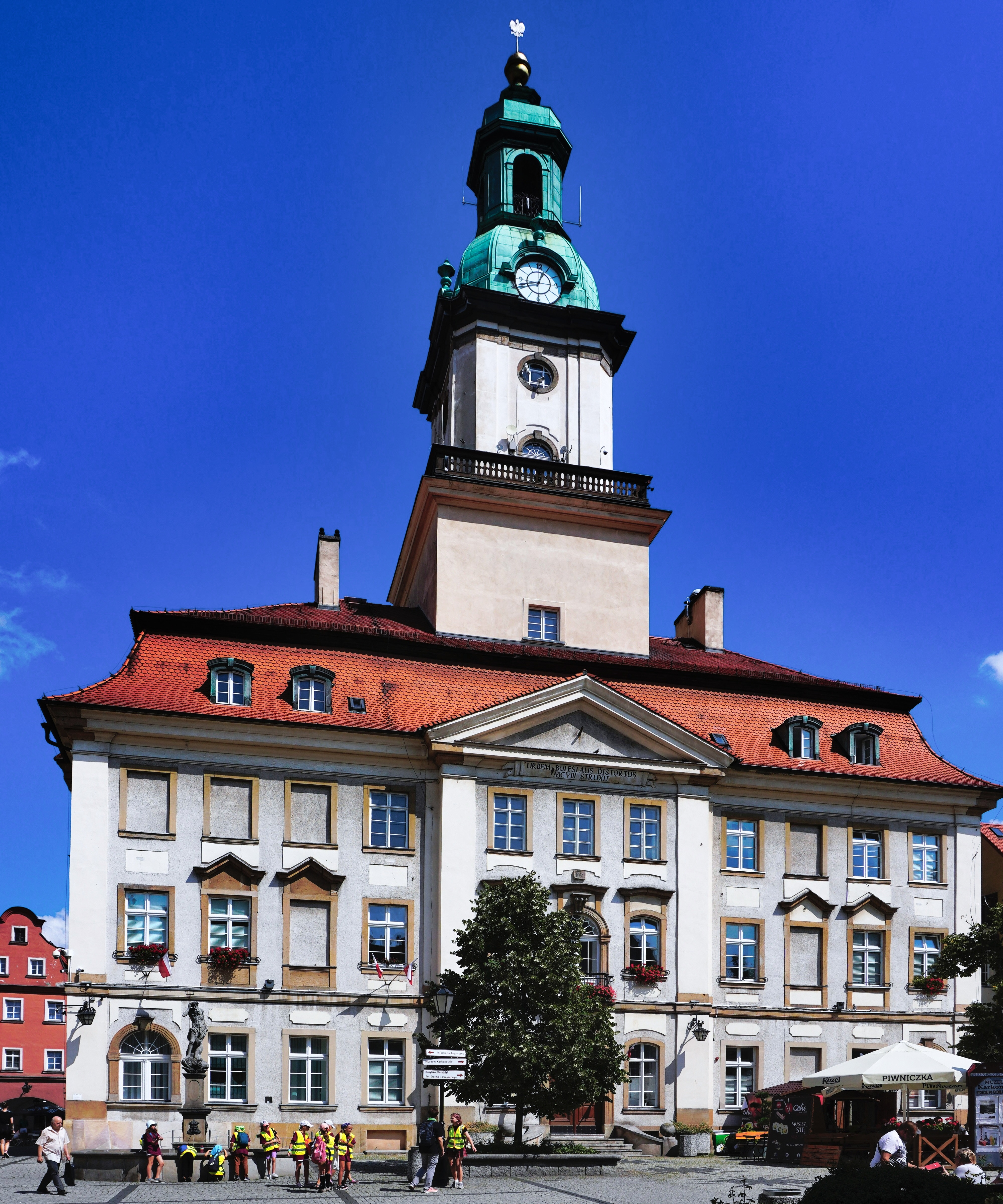
Ratusz w świetle dnia

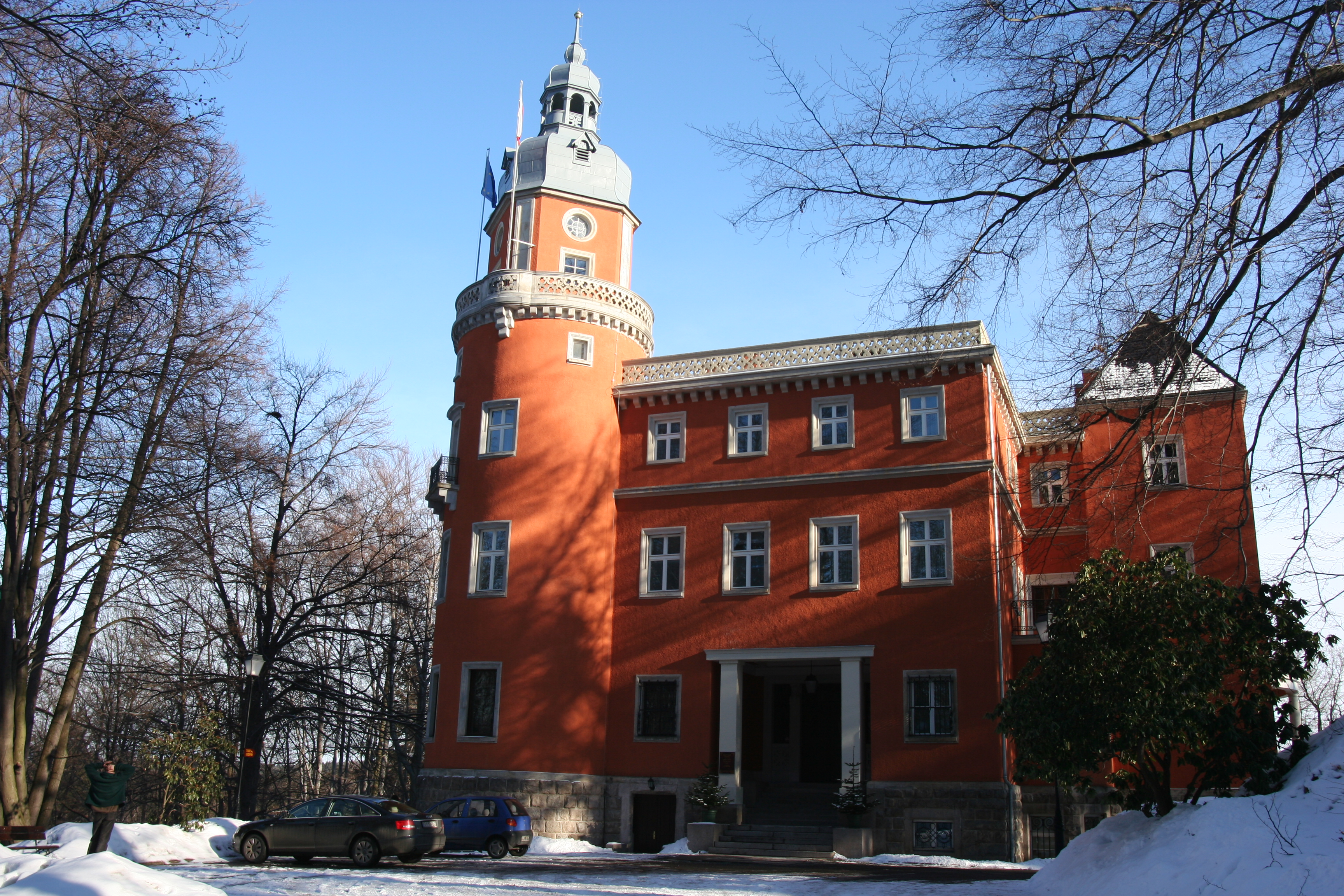
Pałac Paulinum obecnie Hotel Pałac Paulinum

- ratusz – pochodzi z lat 1747–1749, wzniesiony został w stylu klasycystycznym. W podziemiach, gdzie do 1945 r. funkcjonowała restauracja, zachowały się ślady wcześniejszych budowli gotyckiej i renesansowej. Około 1910 r. budynek ratusza połączono z sąsiednimi kamienicami zwanymi „siedem domów” zaadaptowanymi na potrzeby magistratu. W średniowieczu służyły one jako apteka, garkuchnia, ławy chlebowe itp. W 2000 r. w pierwszej z tych kamieniczek odkryto studnię o głębokości 20 m. Warto wiedzieć, że w dawnych czasach w jeleniogórskim ratuszu stał drewniany posąg Bolesława Krzywoustego w szatach królewskich, pl. Ratuszowy
- budynek biurowy z łącznikiem
- Teatr im. C.K. Norwida – budynek wzniesiony w latach 1903–1904 według projektu Alfreda Daehmela w stylu secesyjnym. Główna sala widowiskowa posiada ok. 550 miejsc z trzema balkonami i pomieszczeniem foyer. W 1945 r. uruchomiono tutaj pierwszy teatr na Ziemiach Odzyskanych w którym debiutowali m.in.: Adam Hanuszkiewicz i Kazimierz Dejmek, al. Wojska Polskiego 38
- dom, ul. Armii Krajowej (dawniej ul. Armii Czerwonej) 9, z czwartej ćw. XIX w.
- kamienica, ul. Bankowa 8, z l. 1886, 1906, 1922
- domy, ul. Długa 4/5, 6, 7, 8, 11, 13,14, 18, 19, 20, 21, z XVIII w., XIX w., 1903 r., pocz. XX w.
- willa z ogrodem, ul. Grabowskiego 7, z k. XIX w.
- dom, ul. Grodzka 1, 2, 3, 4, 5, 6, z XVIII w., XIX w.
- dom, ul. Groszowa 6, z poł. XVIII w.
- dom, ul. Grottgera 1, z k. XIX w.
- zespół willowy, ul. Jana Pawła II (dawniej ul. Legnicka) 10, z 1902 r.: willa, budynek gospodarczy, ptaszarnia, leżakownia
- domy, ul. Jasna 1, 2, 3, 5, 7, 11, 14, z XVII w., XIX w., XX w.
- domy, ul. Kasprowicza 15, 56, z XVIII w., XX w.
- „Dom Sierot”, ul. Kilińskiego 16, z XVIII w. /XIX w.
- willa, ul. Klonowicza 7, z 1882 r. i nr 14, z 1906 r.
- szkoła, ul. Kochanowskiego 18, z l. 1913–1914
- dom, ul. Konopnickiej 3, 6, 8, 10, 21, z XVII w., XVIII w., XIX w., XX w.
- willa z ogrodem, ul. Krasickiego 6, z 1893 r.
- dom, ul. Krośnieńska 15, z XIX w., XX w.
- teatr, ob. kino „Tatry”, ul. Krótka 3, z k. XIX w.
- domy, ul. Krótka 4, 5, 6, 12, 22, 23, 24, z XVIII w., XIX w.
- pałac z ogrodem, ul. Kruszwicka 3, z czwartej ćw. XIX w.
- dom, ul. Piłsudskiego (dawniej 22 Lipca) 5, z XVIII w.
- kamienice, ul. 1 Maja 9, 15, 19, 23, 27, 72, z końca XIX w., początku XX w.
- dom, ul. 1 Maja 3, 5, 8, 10, 23, 25, 26, z XVIII w. – XX w.
- dom handlowy, ul. 1 Maja 27, z lat 1904–1905
- Poczta Główna, ob. dom mieszkalno-usługowy, ul. 1 Maja 28, z połowy XVIII w., l. 1873–1877
- kamienica, ul. 1 Maja 40, z drugiej połowy XVIII w., 1866 r.
- dawne szkoła, ul. 1 Maja 50, z XVIII w.
- kamienica, ul. 1 Maja 54, z XVIII w., 1899 r.
- zajazd, obecnie dom kultury, ul. 1 Maja 60, z drugiej poł. XVIII w., XX w.
- dom, ul. 1 Maja 84, z k. XIX w.
- hotel, obecnie dom wycieczkowy PTTK, ul. 1 Maja 88, z 1909 r.
- Muzeum Towarzystwa Karkonoskiego – jedyny obiekt w regionie wzniesiony specjalnie na potrzeby muzealne w latach 1912–1914. Powstał z inicjatywy i dla potrzeb zbiorów Towarzystwa Karkonoskiego (Riesengebirgsverein), ul. Matejki 28
- dom, ul. Miarki 11, z czwartej ćw. XIX w.
- zespół willowy, ul. Mickiewicza 12 i 12a, z 1902 r: willa, oficyna, ogród, ogrodzenie
- Dwór myśliwski w Jeleniej Górze, obecnie dom mieszkalny, ul. Nadbrzeżna 22 a, z drugiej poł. XVIII w., koniec XIX w.,
- park, 1855–1857, z lat 1927–1929
- willa, ul. Nowowiejska 77, z 1905 r.
- dom, ul. Obrońców Pokoju 3, 15, z XVIII w., XIX w.
- dom, ul. Pocztowa 6–7, z pocz. XX w.
- dom, Archiwum Państwowe – najstarszy zachowany budynek, wzniesiony na początku XVIII w. przez kupca Glafeya na bielarnię płótna. W XIX w. mieściła się tutaj wytłaczarnia soku dla produkcji win owocowych. Od 1945 r. jest siedzibą archiwum miejskiego. W l. 1947–1949 zdeponowano tu część skarbu ukrytego w Zamku Czocha, przy ul. Podwale 27
- domy, pl. Ratuszowy 1, 2, 3, 10, 11, 11a, 16, 19, 20, 21, 22, 26, 27, 29, 31, 32, 32, 50, a, 51, 52, 55, z XVI–XVIII w. XX w.
- dom, ul. Sobieskiego 2, 4, 6, 8, 10, 12, 14, 16, 18, 20/22, 24, 25, 26, 28, 30, 32, z XVIII w., XIX w.
- dawny przytułek, ob. dom, z XVII, 1706 r., ul. Spółdzielcza 6
- domy, ul. Sudecka 24 i 26 (dawniej ul. Świerczewskiego), z XVIII w. -XIX w.,
- dom, ul. Szkolna 2, 6, 7, 8, 9, z XVIII w., XIX w.
- domy, ul. Wojska Polskiego 1, 9, 48, 56, z XIX w., XX w.
- dom, ul. Wolności 2, 7, 29, 38, 71, z XVII w., XVIII w., XIX w.
- willa secesyjna, ul. Wolności 131, z pocz. XX w. Oskara von Rosenbrucha[31]
- dom, ul. Wzgórze Kościuszki 2, z ok. 1800 r.
- kamienice, ul. Zamenhofa 1, 2, 3, 4, 5, z l. 1908–1910
- dom, ul. Zaułek 18, z 1703 r.

inne zabytki:
- fontanna z barokowym posągiem Neptuna z połowy XVIII w., która symbolizuje wodę, ale i szerokie kontakty handlowe miasta z całym światem
- Pałac Paulinum, ul. Nowowiejska 62.

### Zabytki Cieplic

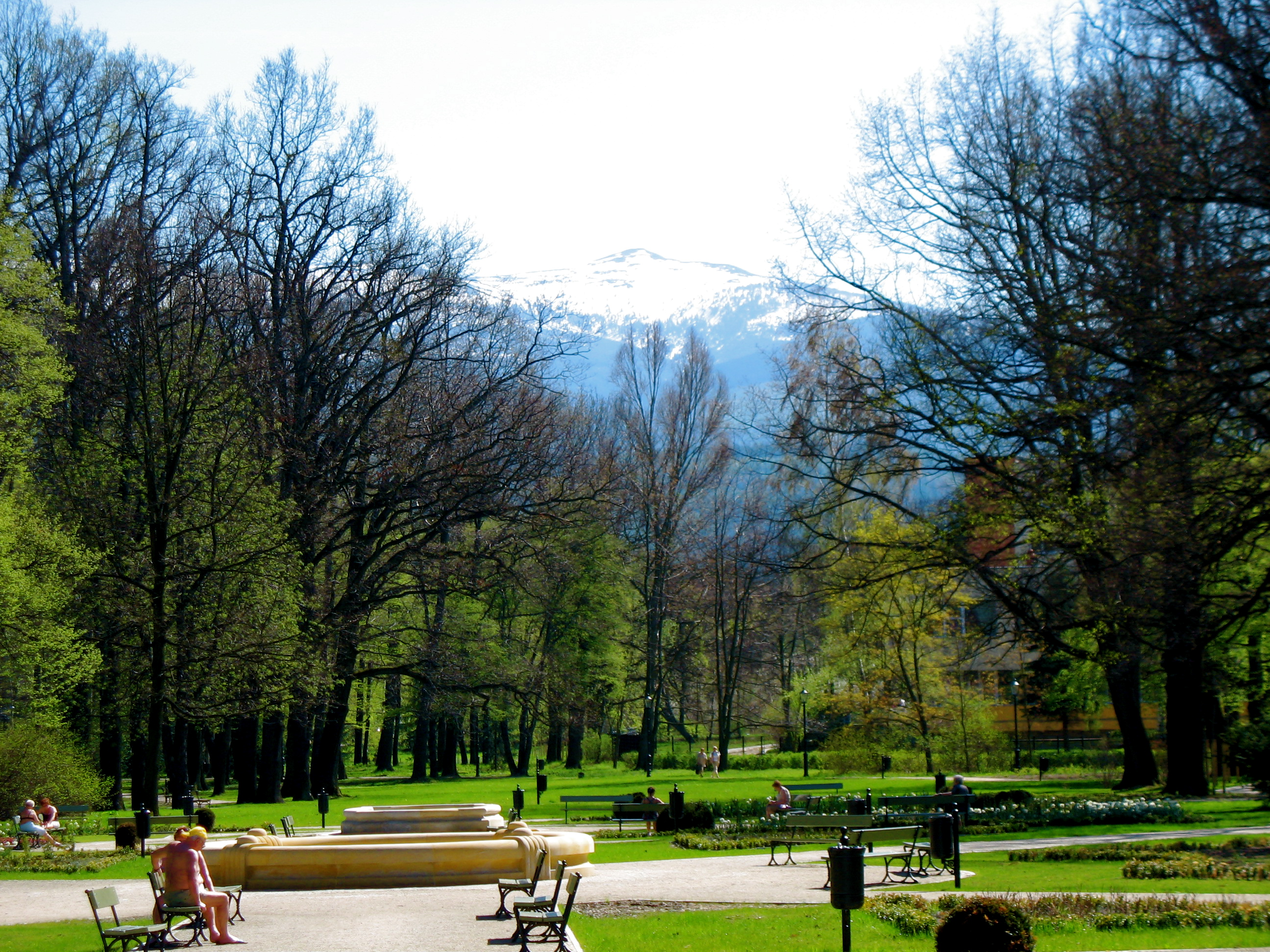
Cieplice Park Zdrojowy widok na Śmielec 1424 m.n.p.m.

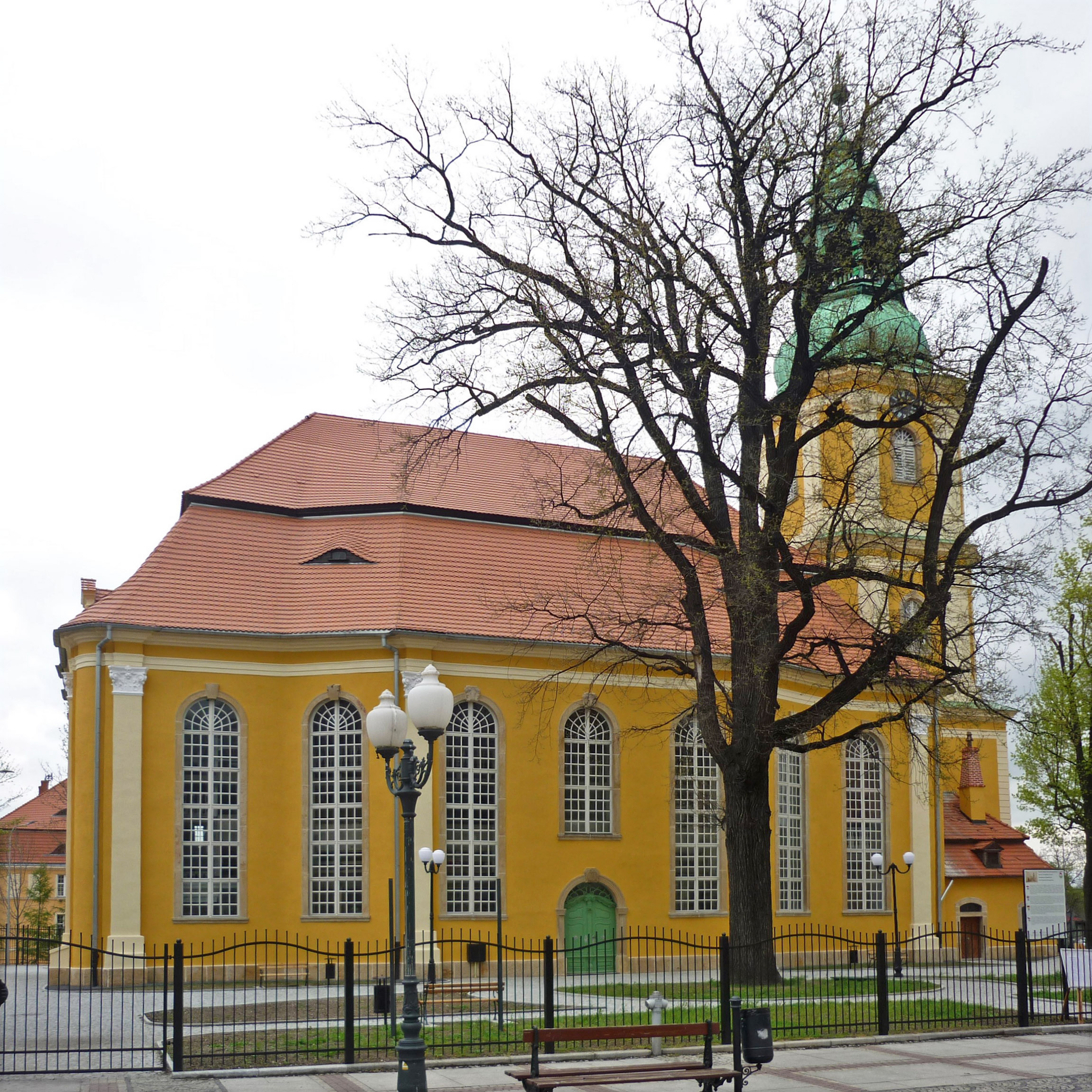
Kościół ewangelicki Zbawiciela

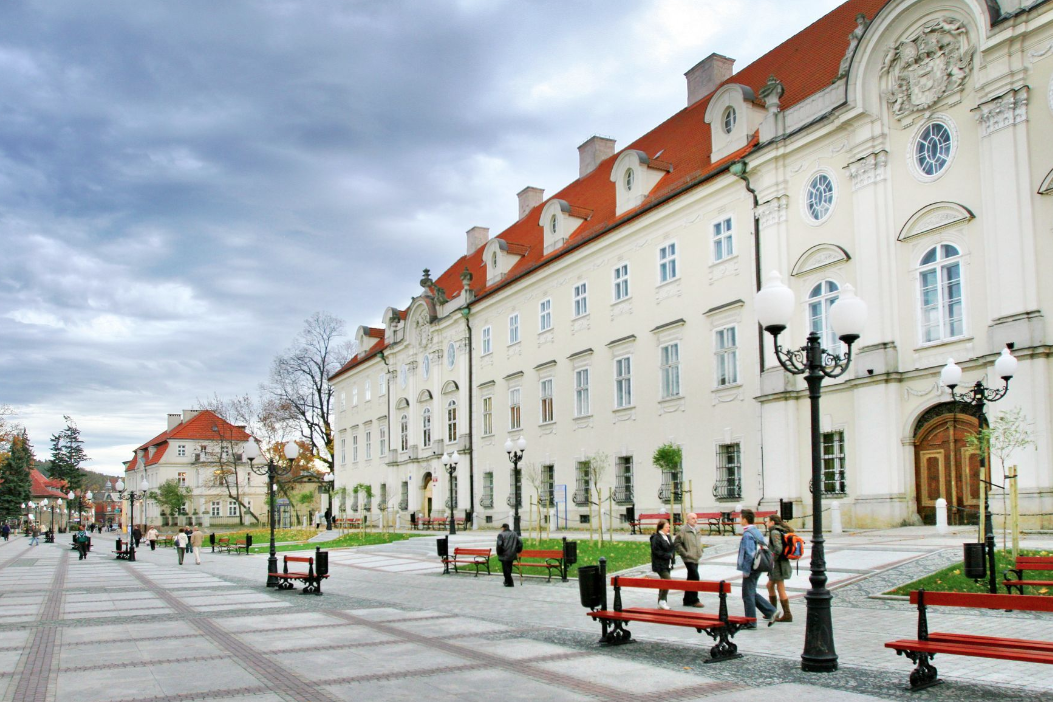
Pałac Schaffgotschów

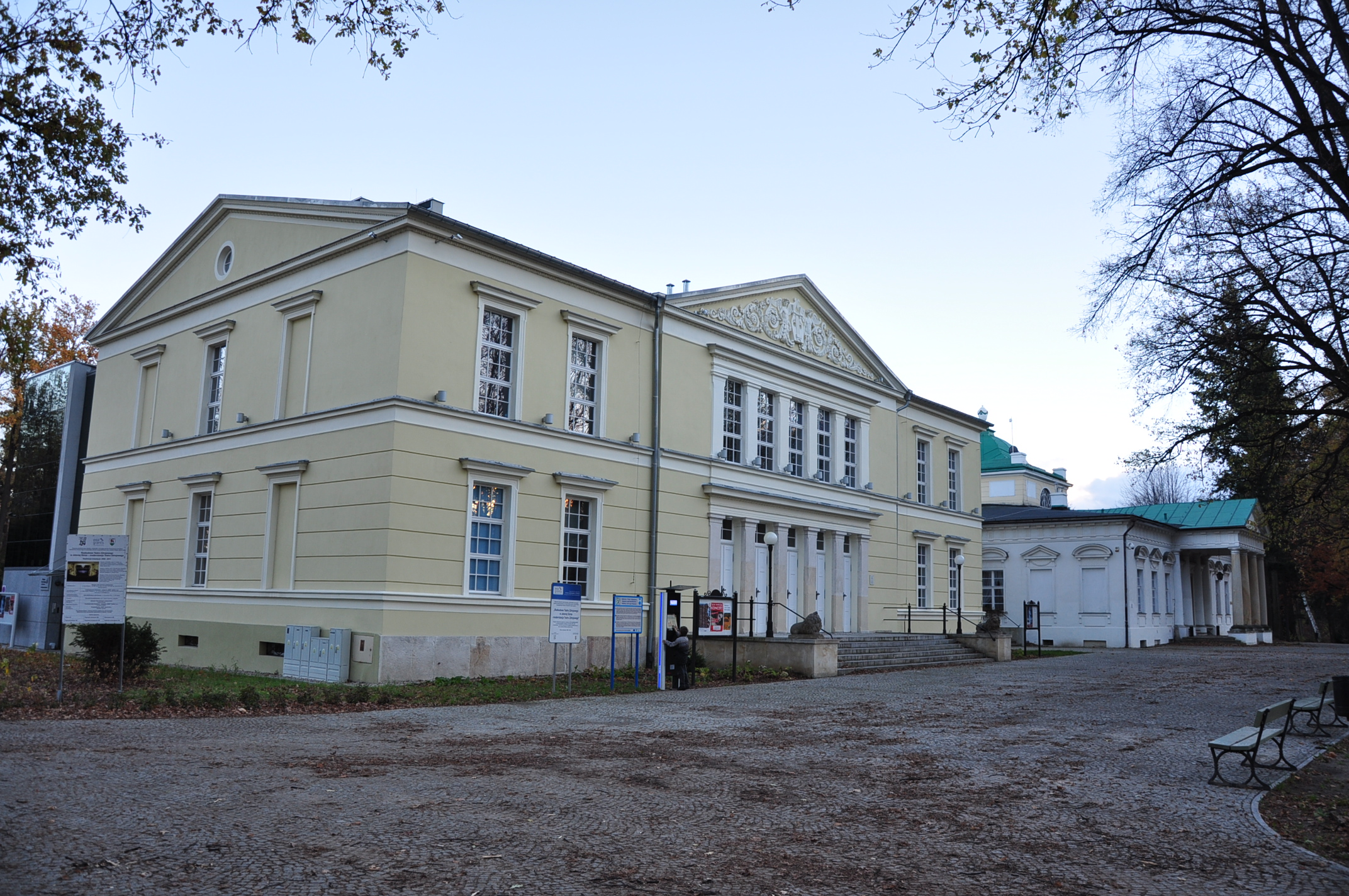
Zdrojowy Teatr Animacji

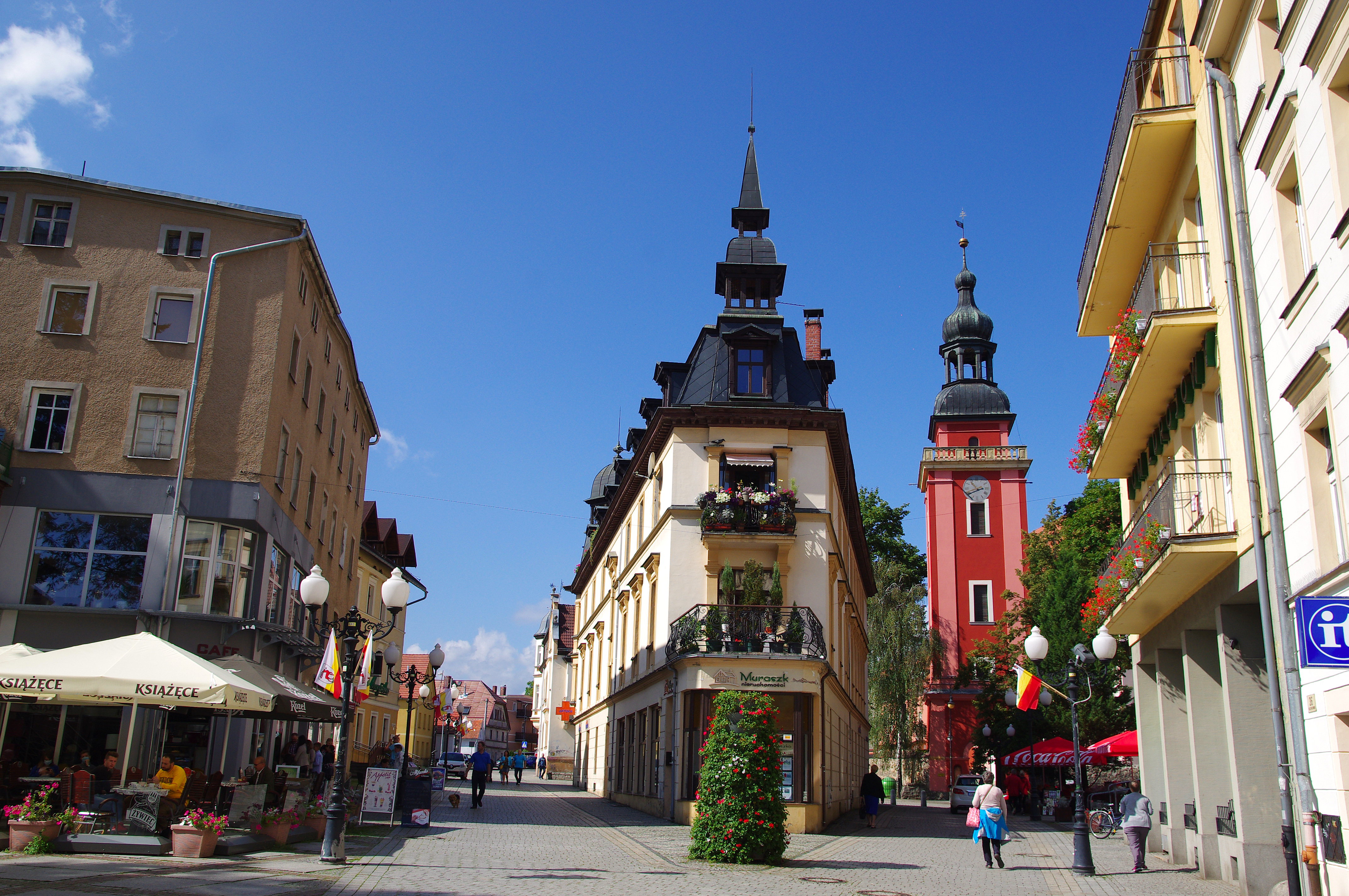
Plac Piastowski

Do wojewódzkiego rejestru zabytków wpisane są obiekty:
- miasto – ośrodek historyczny, z XVII–XIX w.
- kościół par. pw. św. Jana Chrzciciela, zbudowany w latach 1712–1714 w stylu barokowym, koniec XVIII w., początek XX w.
- dzwonnica, z lat 1709–1711
- kościół pw. MB Nieustającej Pomocy, ul. Wolności 213, z końca XIX w.
- kościół ewangelicki Zbawiciela, zbudowany w latach 1774–1779
- pastorówka, z 1744 r., 1930 r.
- klasztor cystersów, obecnie pijarów, ul. Cieplicka 9/11, z 1550 r., 1671 r., XIX/XX w.,
- park „Zdrojowy” › zespół pałacowy Schaffgotschów, pl. Piastowski 25/27
- pawilon zdrojowy, w parku Zdrojowym, z końca XVIII w.
- galeria i Teatr Zdrojowy – galerię zbudowano w latach 1797–1800 według projektu wrocławskiego architekta Carla Gottlieba Geisslera. Wewnątrz urządzono restaurację (funkcjonującą do dziś), palarnię cygar, czytelnię i sporą salę koncertową. Teatr Zdrojowy został wzniesiony w latach 1833–1836, może pomieścić ok. 270 widzów. Ufundowany przez Schaffgotschów, zbudowany w stylu neoklasycystycznym. Obecnie scena należy do Zdrojowego Teatru Animacji, w parku Zdrojowym
- pawilon spacerowy „Kursaal”, obecnie dom zdrojowy „Edward”, Park Zdrojowy 4, z poł. XIX w.
- park „Norweski”, z 1906 r.
- pawilon „Norweski”, ob. Muzeum Przyrodnicze, w parku, ul. Wolności 268, zbudowany w 1906 r. przez właściciela tutejszej fabryki maszyn papierniczych Eugena Fullnera. Pawilon powstał na wzór restauracji „Frognerseteren” koło Oslo i taką funkcję pełnił w Cieplicach do 1967 r., w którym to z Pałacu Schaffgotschów przeniesiono Muzeum Ornitologiczne (obecnie Przyrodnicze)
- osiedle robotnicze Fülnera przy ul. Barlickiego
  - domy nr 1, 2, 3, 4, 5, 6, 7, 8 z 1899 r.
  - domy nr 9, 10, 11 z 1910 r.
- szkoła rzemiosł artystycznych, ul. Cieplicka 34 A, z lat 1901–1902
- willa, ob. szkoła, ul. Cieplicka 34 B, z trzeciej ćw. XIX w.
- dom, ul. Grunwaldzka 31, z drugiej poł. XVIII w.
- zespół pensjonatu, ul. Hirszfelda 15 / PCK 12, z lat 1890–1900:
  - pensjonat
  - oficyna
  - park
- pałac, obecnie dom wczasowy, ul. Jagiellońska 2, z 1734 r., pocz. XIX w.
- willa, ul. Juszczaka 5, z pocz. XX w.
- d. klasztorny dom kuracyjny „Długi Dom”, ul. Ściegiennego (d. Kościelna) 5–7, Długi Dom jest jednym z najstarszych budynków kuracyjnych uzdrowiska i najstarszą budowlą świecką w Cieplicach, powstał w 1537 r., przebudowany w latach 1689–1693
- dom, ul. Leśnicza 3, z k. XVIII w.
- młyn, ob. dom mieszkalny, ul. Mieszka I 11, z 1783 r.
- zajazd, ob. hotel „Śnieżka”, pl. Piastowski 28 (d. 9), z 1750 r., XX w.,
- d. hotel „Pruski”, ob. dom, pl. Piastowski 20, z 1817 r., po 1930 r.
- d. hotel „Stadt Paris”, ob. dom, pl. Piastowski 24, z 1870 r., pocz. XX w.,
- zespół pałacowy Schaffgotschów, pl. Piastowski 25/27, z XVIII w.:
  - pałac Schaffgotschów (Jelenia Góra-Cieplice) – wzniesiony w latach 1784–1809 przez rodzinę Schaffgotschów. Fasada główna jest długa na 81 m i liczy 21 osi okiennych. Od 1975 r. pałac należy do Politechniki Wrocławskiej, zwiedzanie możliwe po uzgodnieniu z władzami uczelni
  - oficyna, z pocz. XIX w.
  - park, obecnie park Zdrojowy, z XVIII–XX w.
- zespół pensjonatu, ul. Podgórzyńska 6:
  - pensjonat, obecnie dom dziecka „Dąbrówka”, z 1890 r., 1910 r.
  - budynek mieszkalno-gospodarczy, z 1910 r.
  - park, XIX/XX w.
- pijalnia wód „Marysieńka”, ul. Ściegiennego (d. Traugutta), z XVIII w., 1814 r.
- zakład leczniczy, obecnie rozlewnia wód mineralnych, ul. Ściegiennego (d. Traugutta), z drugiej połowy XVIII w., XIX w.

### Zabytki Sobieszowa

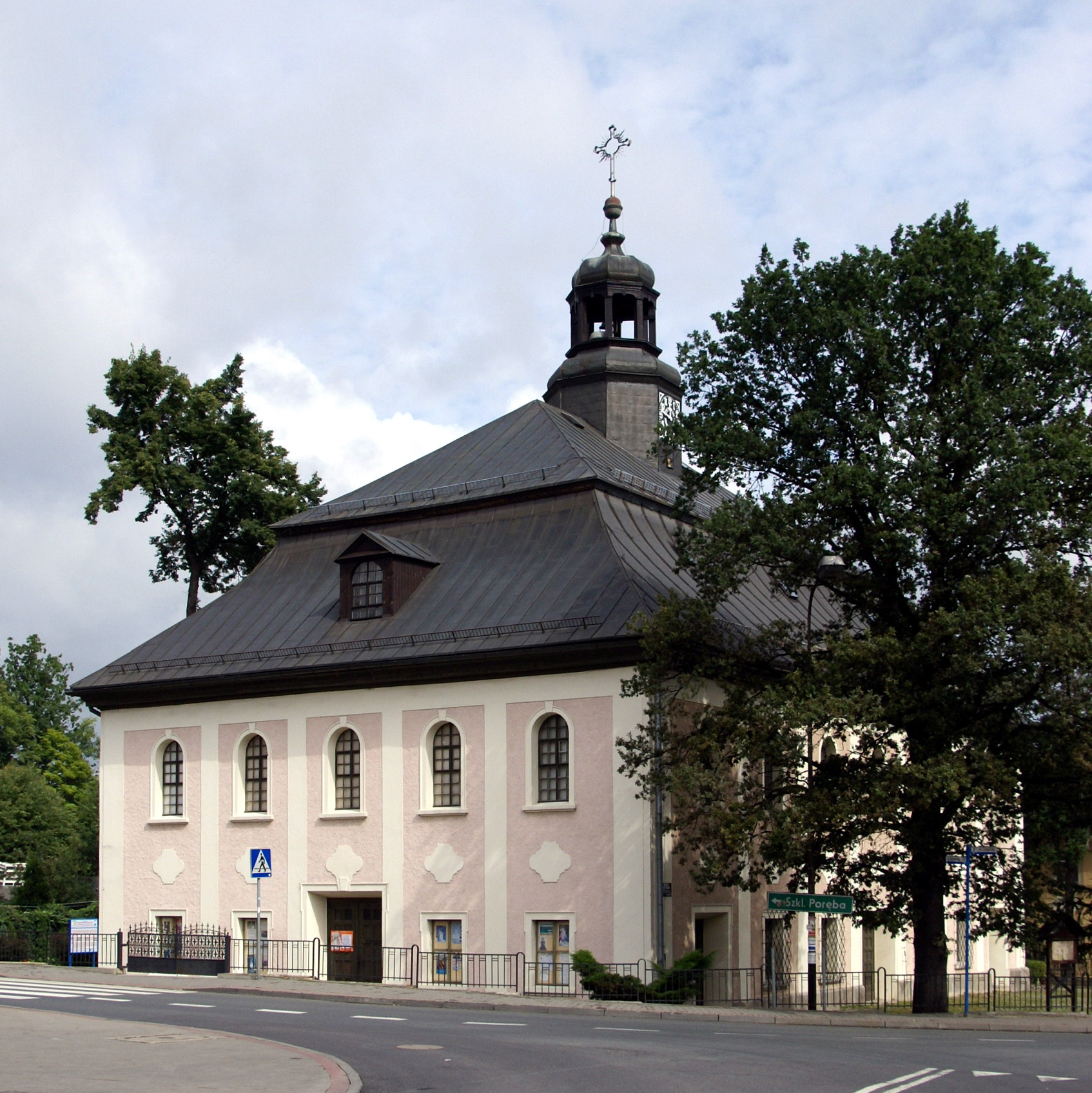
Kościół Najświętszego Serca Pana Jezusa

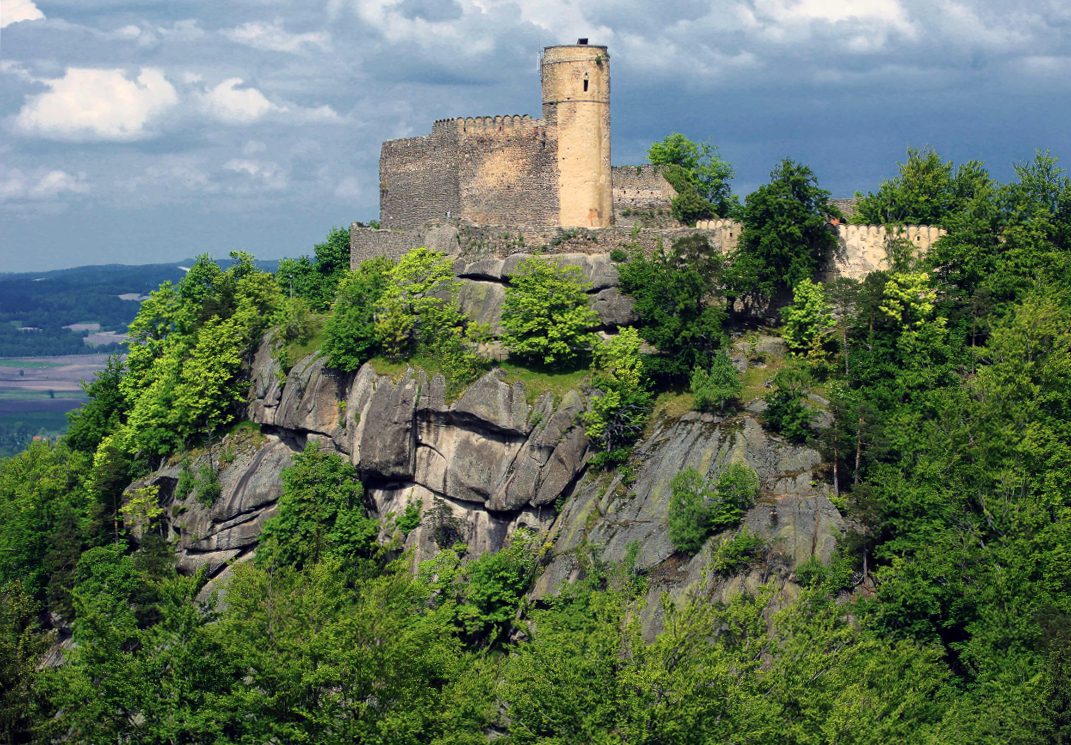
Zamek Chojnik

Do wojewódzkiego rejestru zabytków wpisane są obiekty:
- miasto
- kościół pw. św. Marcina – pochodzi z początku XIV w., w latach 1778–1782 – XVIII w. został przebudowany przez cystersów
- dzwonnica, z XVIII w.
- zbór ewangelicki, obecnie kościół rzymskokatolicki pw. Najświętszego Serca Pana Jezusa – wzniesiony w 1745 r. przez ewangelików. Od 1947 r. mieści się tu parafia rzymskokatolicka. W 1960 r. umieszczono tutaj obraz Chrystusa Dobrego Pasterza z otwartym sercem na tle Karkonoszy.
- zamek Chojnik – zamek górny zbudowany został w 1364 r.; XV/XVI w. W 1392 r. zamek otrzymał od księżnej Agnieszki (ród książąt piastowskich linii świdnicko-jaworskiej) rycerz Gotsche Schaff, protoplasta rodu Schaffgotschów, w którego rękach pozostawał do 1945 r. Obecnie mieści się tu najstarsze na Śląsku bractwo rycerskie, które co roku w sierpniu organizuje Turniej Kuszniczy „O złoty bełt Chojnika”. Do zamku prowadzą szlaki turystyczne z miejscowości Sobieszów, Jagniątków i Zachełmie
- dom, ul. Cieplicka 53, z trzeciej ćw. XIX w.
- willa, ul. Cieplicka 56, z drugiej poł. XIX w.
  - ogród
- dom, ul. Cieplicka 160, z XVIII–XIX w.
- willa z ogrodem, ul. Cieplicka 168, z k. XIX w.
- dom, ul. Cieplicka 194, z drugiej poł. XIX w.
- dom, ul. Cieplicka 215, z 1749 r.
- pastorówka, ob. plebania, ul. Cieplicka 219, z 1751 r.
- dom, ul. Bronka Czecha 11, po 1920 r.
- zespół pałacowy Schaffgotschów, ul. Karkonoska 4, z pierwszej poł. XVIII–XIX w.:
  - pałac Schaffgotschów, barokowy, wzniesiony w latach 1705–1712, według projektu Eliasa Scholza z Bolesławca, obecnie szkoła, która została przeniesiona na ul. Leśną 5, ul. Cieplicka 196
  - oficyna
  - budynek mieszkalno-gospodarczy
  - obory
  - spichrz
  - stodoła.

### Zabytki Jagniątkowa
Do wojewódzkiego rejestru zabytków wpisane są obiekty:
- willa Gerharta Hauptmanna w (Jeleniej Górze – Jagniątków), ul. Michałowicka 32, zbudowana w stylu secesyjnym na skale w 1900 r.
- park
- dom, ul. Myśliwska 12, drewniany, z drugiej ćw. XIX w.

### Zabytki Czarnego
Do wojewódzkiego rejestru zabytków wpisane są obiekty:
- dwór Czarne w (Jeleniej Górze-Czarne) – kamienny pałac z XVI wieku. W 1559 r. zbudował go i otoczył fosą Caspar Schaffgotsch. Przebudowany w XVII-XIX w. Po 1947 r. przejęty przez PGR dwór zaczął popadać w ruinę. Obecnie mieści się tutaj Ośrodek Kultury Ekologicznej Czarne i dzięki jego działaniom wraca do świetności; ul. Strumykowa 2

### ZabytkiMaciejowej
Do wojewódzkiego rejestru zabytków wpisane są obiekty:
- kościół pw. św. Piotra i Pawła w Maciejowej – rzymskokatolicki kościół parafialny, zbudowany w 1319 r., XV–XVII w. położony jest w środku wsi łańcuchówki, na pagórku, u zbiegu potoków Radomierki i Komara. Stoi pośrodku cmentarza założonego na planie owalnym. Cmentarz otoczony jest murem, który w części wschodniej wzmocniony jest kilkoma skarpami. W 1913 r. przy okazji sprzedaży wsi wymieniony jest m.in. także patronat kościoła, a 30 stycznia 1386 r. datowana jest wzmianka o ołtarzu św. Mikołaja in ecclesia parochiali in Meinwalde. W 1646 r., podczas wojny trzydziestoletniej nastąpił pożar kościoła. W 1687 r. zostaje zbudowany nowy wielki ołtarz. Z początkiem 1707 r. kościół uległ ponownemu pożarowi. Po pożarze odbudowano wieżę i resztę kościoła. Czterokondygnacyjna wieża zwieńczona jest barokowym hełmem z przeźroczem. Na szczycie pierwotnie XV-wiecznej wieży wisi chorągiewka z datą 1707. Główny ołtarz z rokokową i klasyczną ornamentyką pochodzi z 2 połowy XVIII w. Po bokach znajdują się dwie małe bramki zwieńczone barokowymi rzeźbami św. Józefa i św. Ekspedyta. Obraz św. Jana Nepomucena prawdopodobnie został przemalowany ok. 1900. W jego zwieńczeniu umieszczone są cztery putta z symbolami św. Jana Nepomucena: zamkiem, sercem, palmą, palcem na ustach. Barokowa chrzcielnica z połowy XVIII w. została wykonana z marmuru wojcieszowskiego. Obecnie znajdujący się na ścianie południowej świątyni obraz Pożegnanie Apostołów Piotra i Pawła do 1911 r. umieszczony był w głównym ołtarzu. Wystrój dopełniają liczne epitafia z XV w. poświęcone rodzinie Zedlitzów. W 1946 erygowano tutaj polską parafię.
- kościół ewangelicki, z XVIII w.
- zajazd, z drugiej poł. XVII w., XIX w.
- park pałacowy, z XVIII w., 1873 r.:
  - mauzoleum
  - wieża widokowa
- młyn, obecnie dom, ul. Wrocławska 69, z l. 1880–1900

inne zabytki:
- zamek w Maciejowej – niewiele wiadomo na temat zamku. Wiadomo, że został on zbudowany w XII w., a zburzony został w XV w. podczas wojen husyckich. Po dziś dzień zachowały się niewielkie fragmenty murów książęcego zamku ukryte wśród leśnych drzew.

### Zabytki Strupic
Do wojewódzkiego rejestru zabytków wpisany jest:
- kościół fil. pw. św. Jerzego, z XV–XVIII w.

| Widok na największe osiedle Jeleniej Góry, Zabobrze i Góry Kaczawskie |

## Gospodarka
W mieście działa ponad 12 000 podmiotów gospodarczych, z czego ponad 200 z udziałem kapitału zagranicznego, m.in. Przedsiębiorstwo Farmaceutyczne Jelfa, Producent Maszyn Papierniczych PMPoland S.A. (dawniej Beloit, jeszcze wcześniej Fampa), Jelenia Plast, Draexlmaier, Dr Schneider oraz Zorka. Na terenie miasta funkcjonują następujące galerie handlowe: Galeria Karkonoska, Galeria Sudecka, Pasaż Tesco, Dom Handlowy, Pasaż Grodzki oraz (od 14.10.2015) Nowy Rynek (pow. 56 tys. m kw., 115 lokali, parking na 800 miejsc, koszt budowy 200 mln zł).

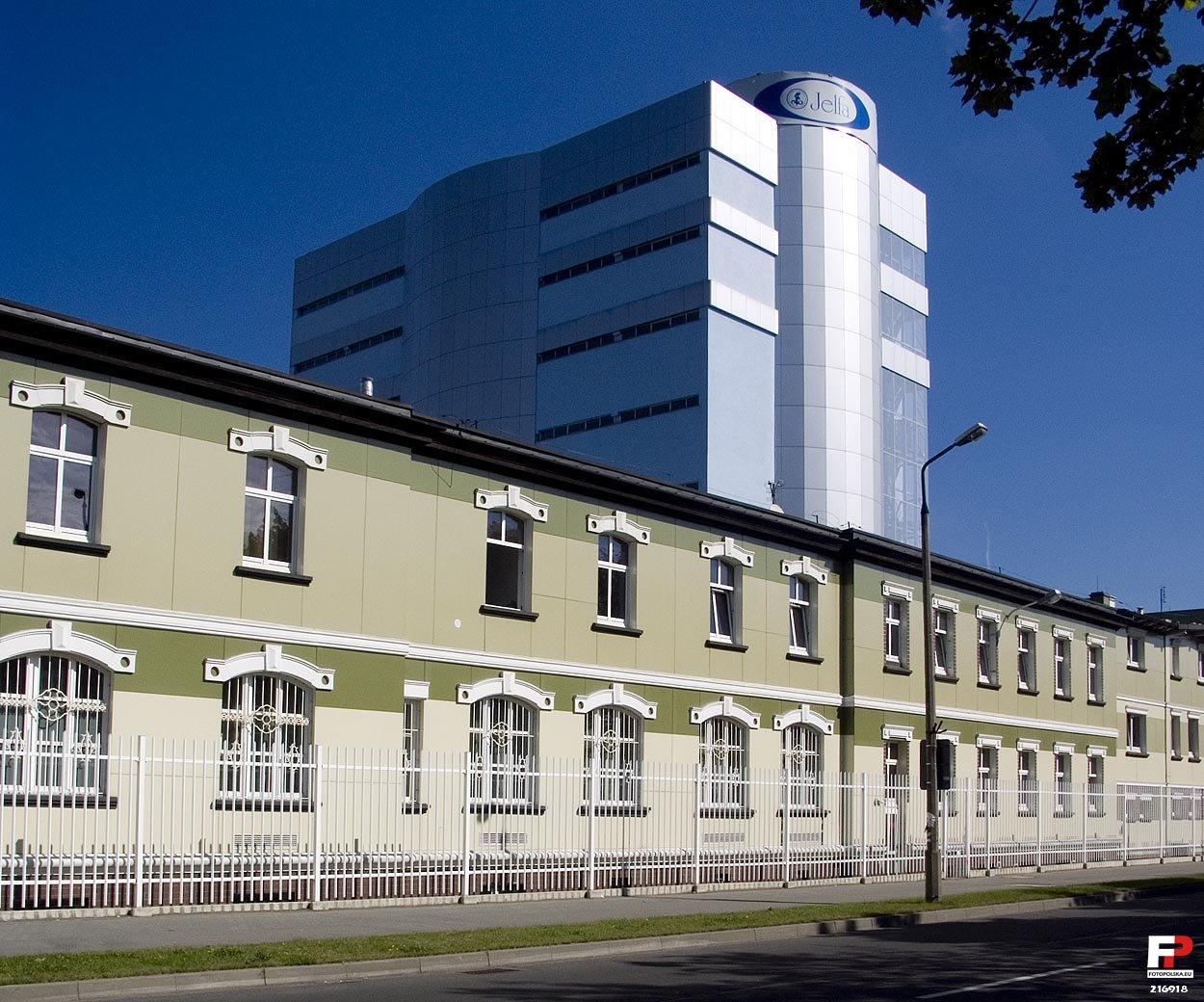
Przedsiębiorstwo Farmaceutyczne Jelfa

Na koniec czerwca 2022 wskaźnik bezrobocia w mieście wyniósł 3,5%.

## Transport

### Transport drogowy
Jelenia Góra leży na skrzyżowaniu dróg krajowych i wojewódzkich. Najistotniejszą z nich jest droga krajowa nr 5 (do kwietnia 2025 r. droga krajowa nr 3 Świnoujście–Jakuszyce), która łączy Jelenią Górę z Wrocławiem, Poznaniem, Bydgoszczą i okolicami Grudziądza, a dalej z Trójmiastem i poprzez przeprawę promową z krajami skandynawskimi. Trasami biegnącymi przez Jelenią Górę są:
- 5E65 [a] relacji Nowe Marzy – Jakuszyce (granica państwa z Czechami )[b]
- 30 relacji Jelenia Góra – Zgorzelec,
- 365 relacji Jelenia Góra – Legnica,
- 366 relacji Kowary – Piechowice,
- 367 relacji Jelenia Góra – Wałbrzych.

W 2017 podpisano umowę na budowę obwodnicy Maciejowej o długości 5,3 km. Wykonawcą inwestycji o wartości 52 mln zł (z wykupem gruntów 55–57 mln zł) została firma Budimex. Spodziewany termin zakończenia robót to wiosna 2019.
W mieście znajduje się ponad 100 mostów.

### Transport kolejowy

#### Historia

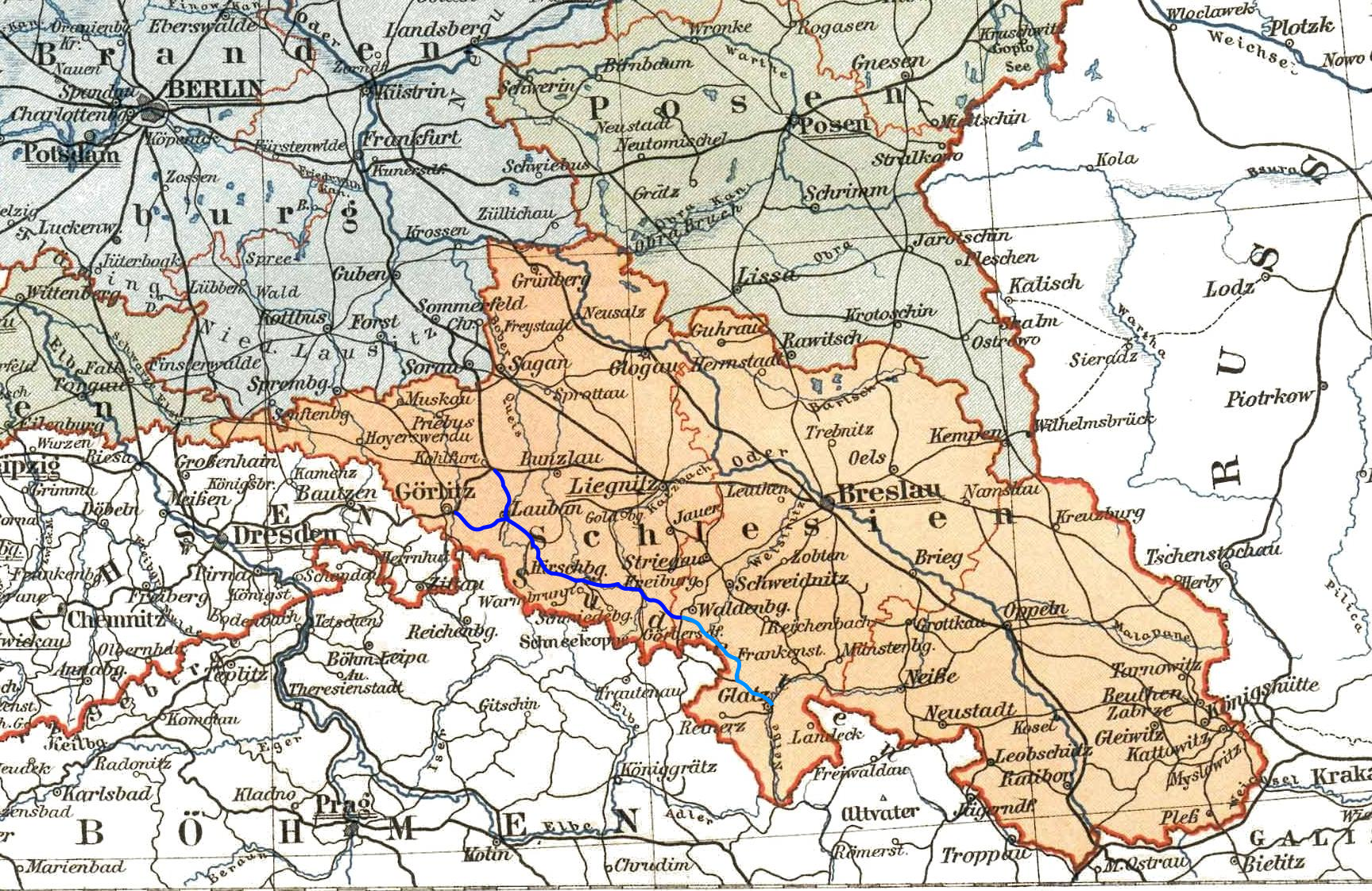
Śląska Kolej Górska

Początki kolei żelaznych w Jeleniej Górze sięgają II połowy XIX wieku. 20 sierpnia 1866 roku po dwuletniej budowie doprowadzono do miasta Śląską Kolej Górską (część planowanej Centralnej Kolei Berlińsko-Wiedeńskiej) od strony Zgorzelca/Węglińca i Rybnicy, następnie trasę przedłużano kolejno do Wałbrzycha (15 sierpnia 1867 r.) i Kłodzka (październik 1880). W trakcie budowy magistralę połączono w 1868 roku z trasą z Wałbrzycha do Wrocławia, która z czasem zyskała priorytetowe znaczenie względem pierwotnych planów kolei magistralnej. Śląska Kolej Górska zyskała szereg odgałęzień, a Jelenia Góra stała się jedną z pierwszych stacji węzłowych na jej przebiegu. Otwarto linie: do Kowar (1882, od 1895 r. z odgałęzieniem od Mysłakowic do Karpacza, od 1905 przedłużenie do Kamiennej Góry), Piechowic (1891, przedłużona w 1902 r. przez Szklarską Porębę na terytorium dzisiejszych Czech) i Żagania (1909).
Linię Zgorzelec – Wrocław zelektryfikowano pioniersko w latach 1916–1923; po zakończeniu II wojny światowej, w I półroczu 1945 zlikwidowano sieć elektryczną i częściowo rozebrano drugi tor. Ponowna elektryfikacja tej linii kolejowej miała miejsce w latach 1965–1966 i w 1986.
Eksploatację trakcji parowej w węźle jeleniogórskim zakończono w 1984 roku. Ostatnią linią obsługiwaną parowozami była trasa w kierunku Zebrzydowej (linia do Żagania).

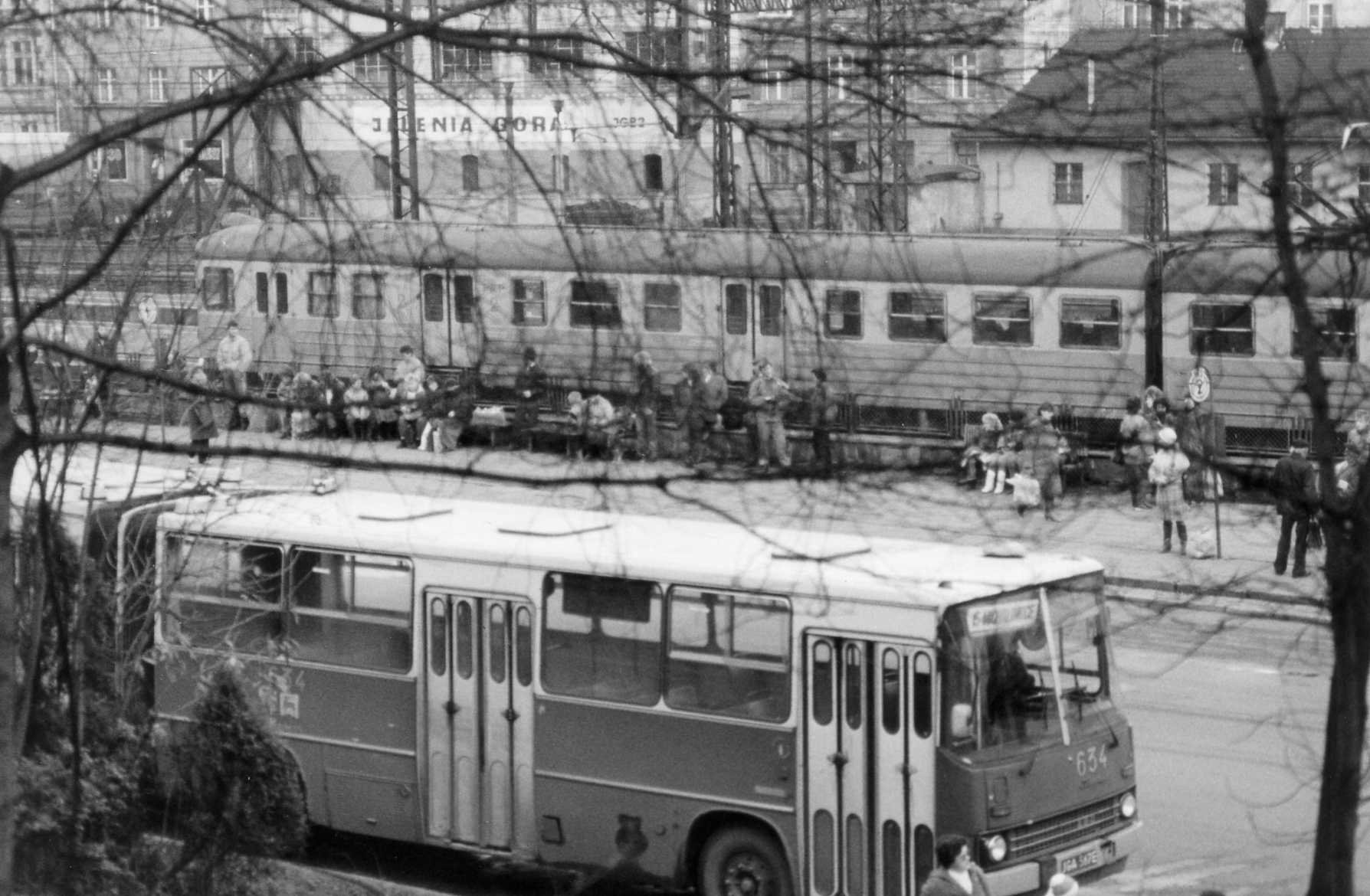
Przed stacją Jelenia Góra (rok 1989)

Na przełomie lat 70. i 80. pogarszający się stan lokalnych linii kolejowych w pobliżu Jeleniej Góry powodował stopniowe ograniczanie oferty dostępnej ze stacji. W 1986 roku zlikwidowano połączenia kolejowe w kierunku Kowar i Kamiennej Góry. Od roku 1988 pociągi elektryczne wysłano na ponownie zelektryfikowaną linię w kierunku Szklarskiej Poręby, jednak frekwencja w jednostkach elektrycznych na tej trasie była niezadowalająca. Na skutek skracania czynnych odcinków linii kolejowej Jelenia Góra – Żagań Jelenia Góra utraciła najpierw połączenie tą trasą do Żagania (rok 1991), następnie do Zebrzydowej (rok 1996). Na trasie pozostawiono pociągi w krótkiej relacji Jelenia Góra – Lwówek Śląski (na krótko reaktywowane do Zebrzydowej po roku 2007 i 2015), przez kolejne 20 lat często zastępowane autobusową komunikacją zastępczą przez pogarszający się stan torowiska. 2 kwietnia 2000 roku, w ramach programu oszczędnościowego PKP Przewozy Regionalne, zlikwidowano połączenia pasażerskie do Karpacza.
Zapaść technologiczna jaka nastąpiła w wyniku braku bieżącego utrzymania na magistralnej linii kolejowej Zgorzelec – Wrocław spowodowała po roku 2000 liczne ograniczenia prędkości na linii do 20–30 kilometrów na godzinę. Stan techniczny linii określano mianem „śmierci technicznej”. W rozkładzie jazdy 2003/2004 na linii kolejowej nr 274 nie zaplanowano żadnego pociągu pospiesznego. Odcinek między Jelenią Górą a Wrocławiem pociągi pasażerskie przemierzały w blisko 4 godziny. Sytuację wykorzystali przewoźnicy drogowi uruchamiając całodzienną komunikację autokarową z Wrocławiem, prowadząc przy tym intensywną konkurencję cenową.
Po roku 2007 podjęto modernizację trasy kolejowej Wrocław – Jelenia Góra. Remont, w połączeniu z uruchomieniem nowych pociągów i wprowadzeniem nowoczesnego taboru kolejowego spowodował powrót pasażerów z autokarów na kolej oraz wycofanie się z obsługi trasy przez jednego z przewoźników drogowych. W latach 2009–2010 wyremontowano i otwarto odcinek linii Harrachov – Szklarska Poręba Górna, a w latach 2012–2014 przeprowadzono modernizację odcinka ze Szklarskiej Poręby do Jeleniej Góry, co udrożniło komunikację kolejową w Góry Izerskie. W grudniu 2011 uruchomiono bezpośrednie kursy szynobusów z Jeleniej Góry do Zgorzelca, od 2015 r. przedłużone do Görlitz.
Pod koniec 2016 roku zlikwidowano połączenia na zdekapitalizowanej linii do Lwówka Śląskiego.

#### Współczesność

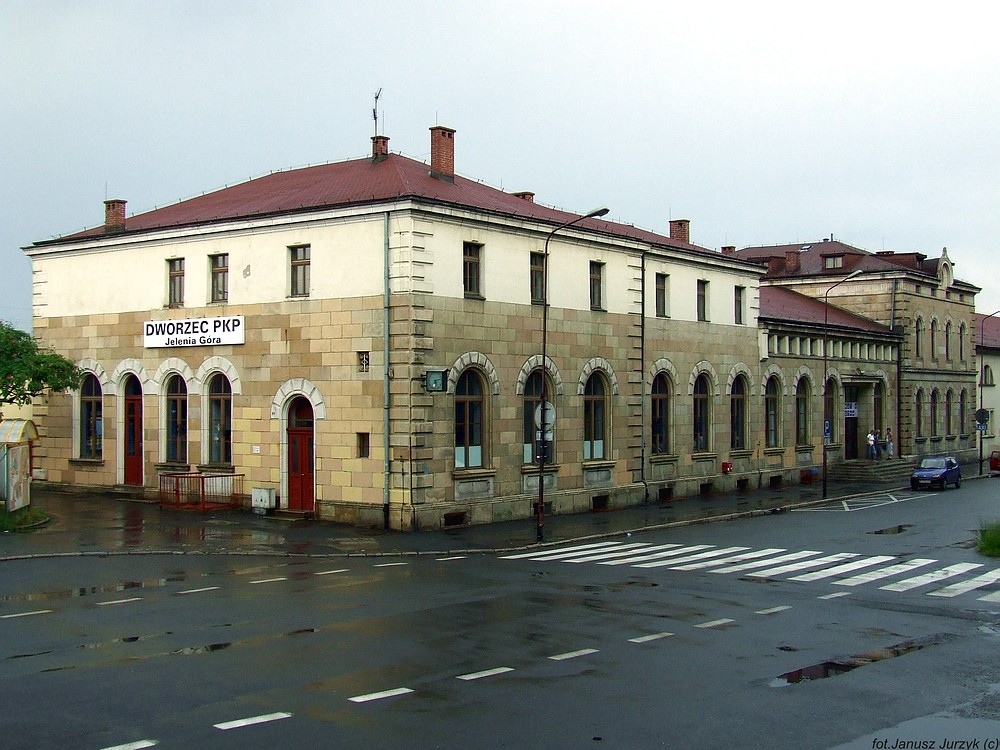
Główny dworzec kolejowy w Jeleniej Górze

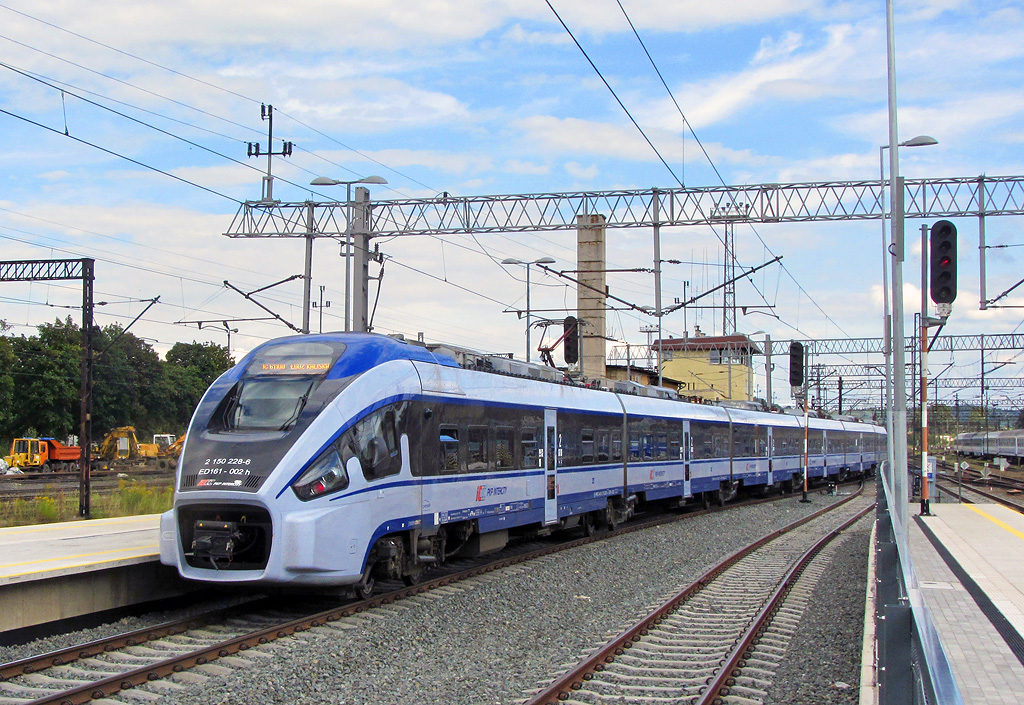
Pesa Dart na stacji Jelenia Góra

W granicach miasta znajdują się cztery dworce kolejowe na dawnych i obecnych stacjach kolejowych (Jelenia Góra, Jelenia Góra Zachodnia, Jelenia Góra Cieplice, Jelenia Góra Sobieszów), trzy przystanki kolejowe (Jelenia Góra Orle, oraz 2 nowe, otwarte w 2019 roku, Jelenia Góra Przemysłowa i Jelenia Góra Zabobrze) i wiele bocznic przeładunkowych. Dworzec główny Jelenia Góra został wyremontowany w latach 2008–2009, a w latach 2016–2017 przeprowadzono modernizację stacji (torowisk i peronów).
Według stanu na rok 2020, do stacji Jelenia Góra docierają trzy z czterech rodzajów pociągów kwalifikowanych spółki PKP Intercity: TLK, IC (wśród nich pociągi prowadzone jednostkami elektrycznymi Pesa Dart) oraz EIP (obsługiwane jednostkami elektrycznymi ED250 Pendolino).
Według stanu na wiosnę 2020 r. pociągi osobowe są prowadzone w relacjach:
- Wrocław Główny – Szklarska Poręba Górna – Wrocław Główny (połączenia „D6” spółki Koleje Dolnośląskie),
- Jelenia Góra – Görlitz / Węgliniec – Jelenia Góra (połączenia „D19” spółki Koleje Dolnośląskie),
- Poznań Główny – Szklarska Poręba Górna – Poznań Główny (pociąg „Kamieńczyk” spółki Przewozy Regionalne)[53].

Do czasu reaktywacji linii kolejowej do Karpacza Koleje Dolnośląskie wraz z PKS „Tour” Jelenia Góra wprowadziły ofertę biletów zintegrowanych na połączenia KD z przesiadką na autobusy linii nr „100” PKS (Jelenia Góra – Karpacz Górny). Autobusy PKS linii „100” zatrzymują się przy dworcu Jelenia Góra.
W pociągach osobowych z Jeleniej Góry w kierunku Görlitz i Szklarskiej Poręby oraz w autobusach PKS Tour do Karpacza i Szklarskiej Poręby są honorowane przygraniczne bilety wycieczkowe EURO-NYSA-Ticket związku taryfowego ZVON.

#### Linie kolejowe
- linia kolejowa nr 274
- linia kolejowa nr 283 (nieczynna)[56]
- linia kolejowa nr 308 (nieczynna)
- linia kolejowa nr 311

### Komunikacja autobusowa

#### Komunikacja miejska
W Jeleniej Górze funkcjonuje komunikacja miejska obsługiwana przez Miejski Zakład Komunikacji w Jeleniej Górze. Ruch prowadzony jest na 26 liniach autobusowych (stan 27 kwietnia 2019), w tym dwóch nocnych.

#### Komunikacja regionalna
Od 1945 roku w mieście istniał oddział Państwowej Komunikacji Samochodowej, będący od 1990 roku samodzielnym przedsiębiorstwem państwowym PPKS Jelenia Góra. W 2000 roku wojewoda dolnośląski sprywatyzował przedsiębiorstwo na rzecz pracowników, po czym przekształcono PPKS w prywatną spółkę PKS „Tour” Jelenia Góra. Według stanu na 5 sierpnia 2018 r. PKS „Tour” prowadzi połączenia dalekobieżne, regionalne (do Karpacza przez Kowary, Gryfowa Śląskiego przez Lubomierz, Szklarskiej Poręby przez Piechowice, Lwówka Śląskiego przez Wleń oraz Wrocławia przez Bolków i Strzegom) oraz połączenia wahadłowe w dni nauki szkolnej z okolicznymi miejscowościami (Bolków, Lubomierz, Chrośnica, Świeradów-Zdrój i Wleń). 24 października 2015 w miejscu dotychczasowego obiektu otwarto nowy dworzec autobusowy, połączony z galerią handlową „Nowy Rynek”.

### Lotnictwo
Lokalne lotnisko sportowe zarządzane przez Aeroklub Jeleniogórski oferuje czarterowe loty krajowe i zagraniczne.

## Kultura
Jelenia Góra jest miastem z szerokim zapleczem instytucji kulturalnych. Działają w niej między innymi teatr, filharmonia, kina oraz biuro wystaw artystycznych. W mieście odbywają się festiwale, jak Krokus Jazz Festiwal, Międzynarodowy Festiwal Filmowy „Zoom Zbliżenia”, Międzynarodowy Festiwal Teatrów Ulicznych w Jeleniej Górze czy Międzynarodowy Festiwal Muzyki Organowej „Silesia sonans”.
- Festiwal „Silesia Sonans” – organizowany przez Parafię Podwyższenia Krzyża Świętego w Jeleniej Górze, jest drugim, po „Wratislavia Cantans”, wydarzeniem muzycznym na Dolnym Śląsku. Powstał w 1998 roku i jest dziełem ks. płk dr Andrzeja Bokieja. To z jego szlachetnej pasji zrodziła się idea przywrócenia świetności zabytkowym organom oraz uczynienia z Kościoła Garnizonowego miejsca spotkań ludzi sztuki wielkiego formatu. Od przeszło dekady Silesia Sonans cieszy się rosnącym zainteresowaniem słuchaczy oraz przychylnymi opiniami krytyki muzycznej, prezentując arcydzieła muzyki organowej, kameralnej i symfonicznej, zarówno świeckiej i religijnej.

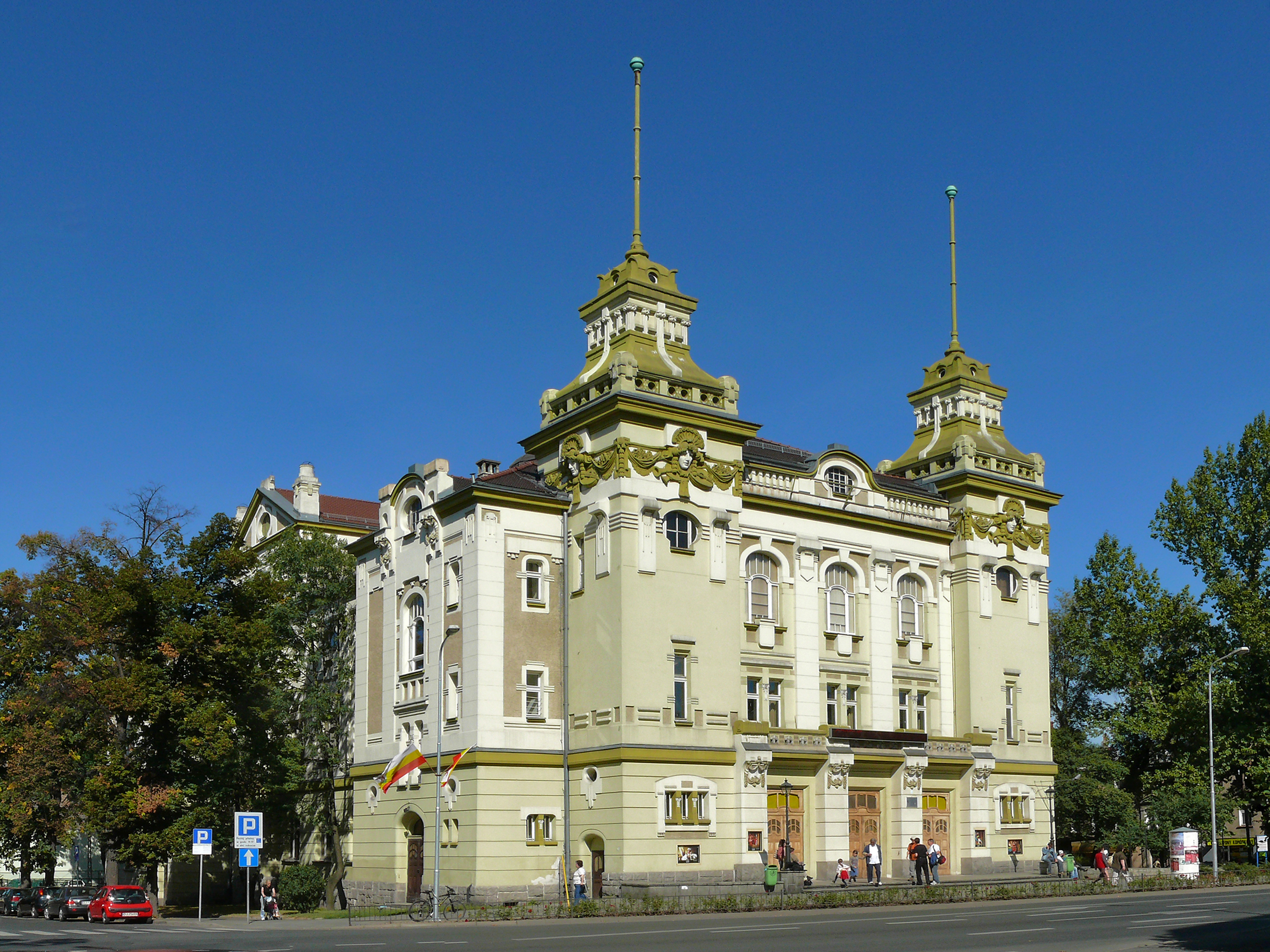
Teatr im. C.K. Norwida

- Teatr im. C. K. Norwida – największa w mieście instytucja kulturalna. Powstała z połączenia dwóch scen: animacji (istniejącej 26 lat) oraz dramatu (z 56 letnią historią). Mieści się w secesyjnym budynku z 1904 roku, który ostatni remont przeszedł w latach 1999–2000. Jest organizatorem odbywających się festiwali teatrów ulicznych oraz jesiennych spotkań teatralnych.
- Teatr Maska – scena działająca przy Osiedlowym Domu Kultury w Jeleniej Góry od 1995 r. W tym czasie powstało około 20 spektakli.

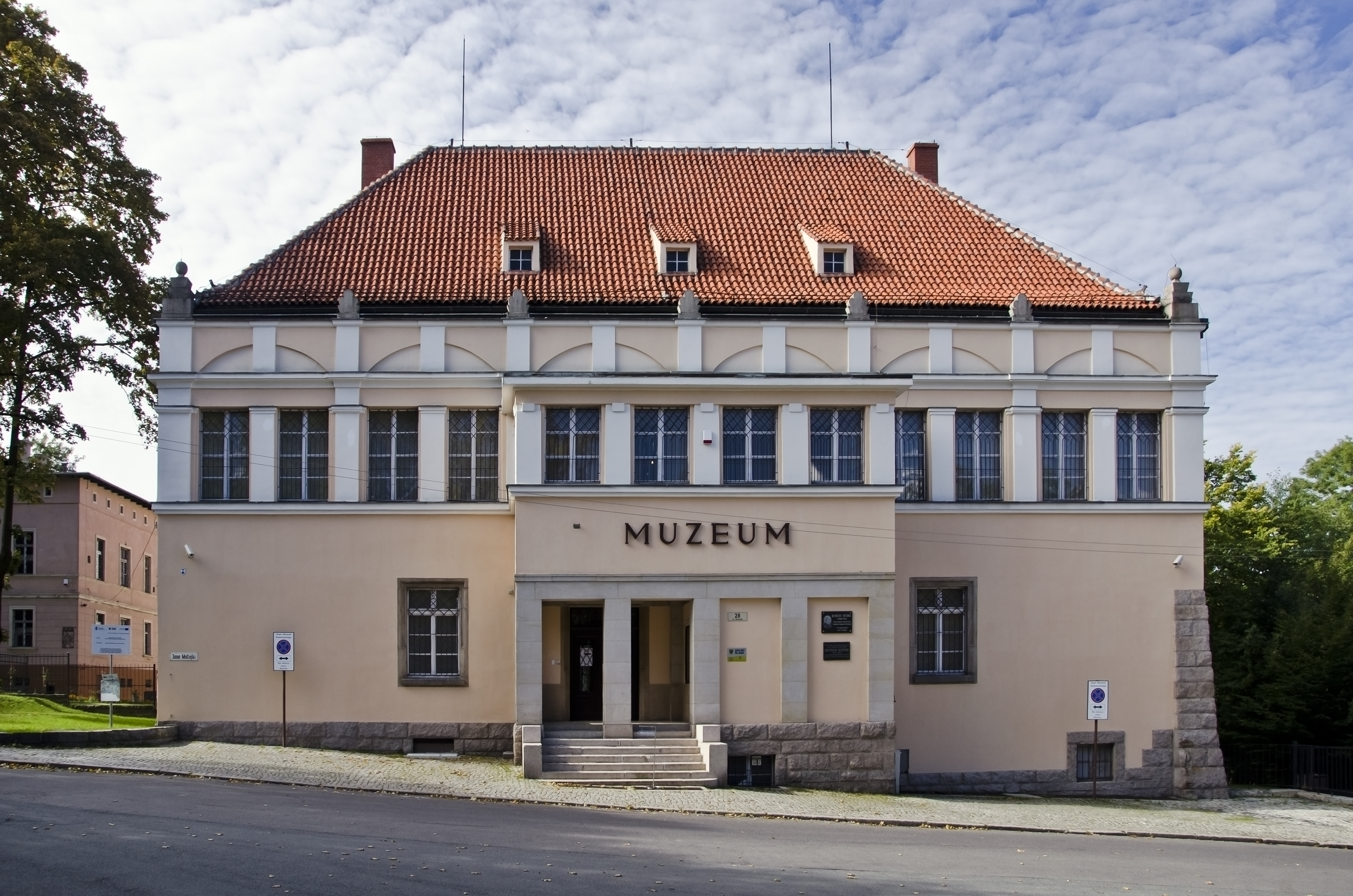
Muzeum Karkonoskie w Jeleniej Górze

- Muzeum Karkonoskie w Jeleniej Górze – działające obecnie w Jeleniej Górze muzeum ma długą historię. Uroczyste otwarcie odbyło się w 1914 roku. W czasie wojny muzeum pełniło funkcję składnicy dzieł sztuki. Po wojnie wiele eksponatów wywieziono do innych polskich muzeów. Posiada 3 oddziały, w tym Dom Carla i Gerharta Hauptmannów w Szklarskiej Porębie, w którym prezentowana jest twórczość pisarza. Posiada w zbiorach ponad 23 tysiące eksponatów. Jest właścicielem największego w kraju zbioru szkła artystycznego.
- Skansen Uzbrojenia Wojska Polskiego – największy na Dolnym Śląsku skansen tego typu. Znajduje się na terenie dawnej jednostki wojskowej. Od 2005 roku w Łomnicy została otwarta wystawa plenerowa, na której prezentowany jest sprzęt radiolokacyjny z całej Polski.
- Muzeum Przyrodnicze – muzeum mieściło się w cieplickim Parku Norweskim (aktualnie nieczynne). Zbudowane w 1909 r. na podstawie projektu restauracji Frognersteren mieszczącej się pod Oslo. Zbiory opierały się głównie na nieistniejącej już kolekcji Schaffgotschów. Znajdowała się w nim największa w Polsce ekspozycja ptaków.
- Muzeum Przyrodnicze Karkonoskiego Parku Narodowego – muzeum gromadzi i udostępnia zwiedzającym eksponaty związane z fauną i florą Karkonoszy. Przy muzeum założony został ogród, w którym podziwiać można około 90 gatunków roślin spotykanych na terenie parku.
- Muzeum Miejskie Dom Gerharta Hauptmanna – muzeum mieści się w dawnym domu noblisty. Dodatkową atrakcją jest założony przez Hauptmanna ogród.

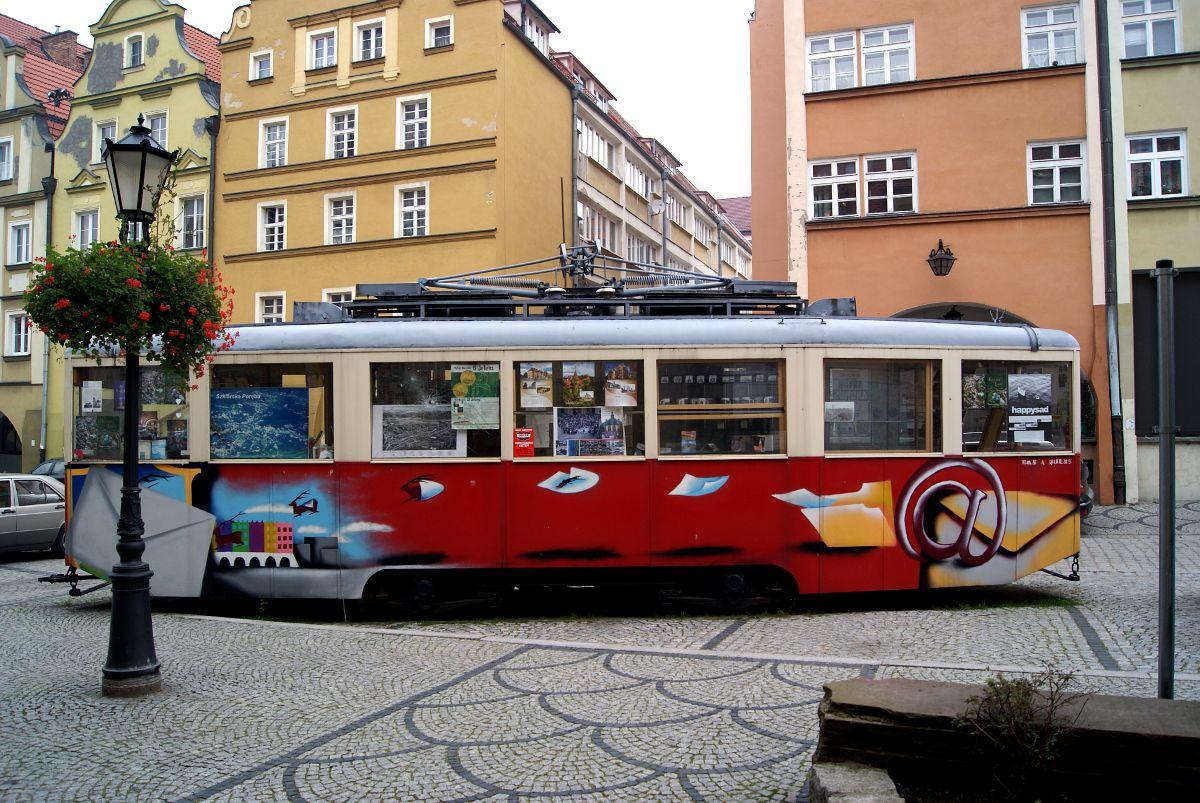
Tramwaj – kiosk z pamiątkami (plac Ratuszowy)

- Tramwaje Jeleniogórskie 1897–1969 – upamiętnieniem faktu funkcjonowania w Jeleniej Górze komunikacji tramwajowej są trzy wozy tramwajowe, ustawione w zajezdni (od 1997)[61], w Podgórzynie Górnym przy tzw. Skałce oraz na placu Ratuszowym, gdzie znajduje się również symboliczny odcinek dawnej trasy tramwajowej. Funkcjonująca w zajezdni MZK stała wystawa dotycząca historii tramwajów jeżdżących po Jeleniej Górze została zlikwidowana.
- Filharmonia Dolnośląska – pierwszą instytucją związaną z muzyką poważną w Jeleniej Górze była Orkiestra Symfoniczna, która powstała w 1964 roku. 1 marca 1974 roku doszło do otwarcia pierwszej sali koncertowej. W 1976 roku Orkiestra Jeleniogórska otrzymała status Państwowej Orkiestry Symfonicznej, której dyrektorem i kierownikiem artystycznym został Stefan Strahl. Obecnym dyrektorem naczelnym jest Tomasz Janczak. Orkiestra nagrała 5 płyt kompaktowych z utworami znanych kompozytorów. Orkiestra bierze także udział w wielu festiwalach muzyki poważnej oraz utrzymuje kontakty z innymi orkiestrami.
- Jeleniogórskie Centrum Kultury (JCK) – powstało po połączeniu Miejskiego Ośrodka Kultury i Regionalnego Centrum Kultury. Ośrodek ten pracuje przy większości wydarzeń kulturalnych w mieście (Liga Rocka, Finał WOŚP, Wrzesień Jeleniogórski, Krokus Jazz Festiwal, Festiwal Filmów Komediowych „Barejada”, Międzynarodowe konferencje z zakresu nowych technik edukacyjnych) prowadzi także wiele warsztatów.
- Osiedlowy Dom Kultury (ODK) – miejsce gdzie odbywają się warsztaty oraz zajęcia pozalekcyjne dla dzieci i młodzieży. Ponadto przy instytucji działa teatr i galerie. ODK jest organizatorem festiwalu filmowego „Zoom Zbliżenia”.
- Młodzieżowy Dom Kultury (MDK) – instytucja pracująca głównie z dziećmi i młodzieżą. Prowadzi warsztaty, organizuje przeglądy oraz konkursy.

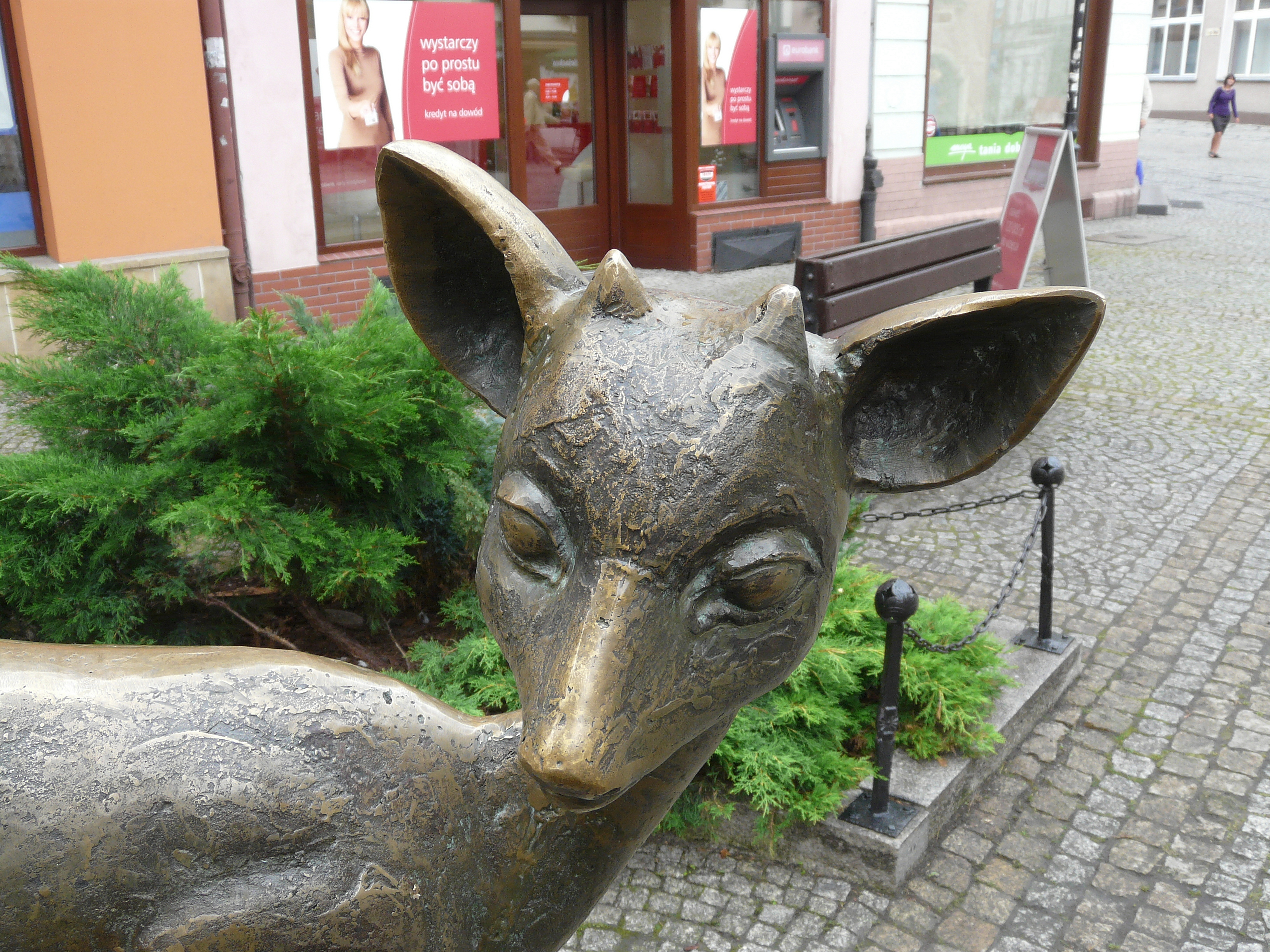
Jelonek – symbol Jeleniej Góry

- Jeleniogórskie Centrum Informacji i Edukacji Regionalnej – Książnica Karkonoska – powstała w 1947 roku. Posiada 6 filii na terenie miasta i powiatu. Swoją obecną formę zyskała po reformie administracyjnej w 1999 roku. Współpracuje z bibliotekami za granicą. Na koniec 2007 roku zbiory Grodzkiej Biblioteki Publicznej liczyły ogółem 287 899 jednostek bibliotecznych.
- Biuro Wystaw Artystycznych – samorządowa instytucja kultury istniejąca od 1976 roku. Prezentuje głównie sztukę współczesną, niekomercyjną oraz jak najbardziej aktualną. Najczęściej pojawiającymi się odwołaniami jest natura oraz fotografia. Dyrektorem biura jest Luiza Laskowska.
- Galeria Promocje – działa od 1987 przy ODK. Głównymi celami jest upowszechnianie sztuki oraz edukacja kulturalna dzieci i młodzieży.
- Galeria Hall – działająca przy ODK galeria prezentuje głównie pracę „pod szkłem”. Nowe wystawy pojawiają się w cyklu kwartalnym. W galerii prezentowane są także prace powstałe podczas konkursów plastycznych dla dzieci i młodzieży.

### Pozostałe galerie[potrzebnyprzypis]
- Galeria Muflon
- Galeria Antyków i Antykwariat Księgarski
- Galeria „Korytarz” JCK
- Galeria „Pod Brązowym Jeleniem” JCK
- Galeria N... przy DODN
- JTF Jeleniogórskie Towarzystwo Fotograficzne
- Koja Galery Art & Antic
- Galeria Prinz
- Karkonoski Salon Sztuki
- Pasaż Grodzki
- Pasaż Tesco
- Galeria „Nowy Rynek”
- Galeria Sudecka (przy Auchan)

### Kina[potrzebnyprzypis]
- Kino Lot
- DKF „Klaps”
- kino Helios w Galerii Sudeckiej.

### Stałe imprezy kulturalne[potrzebnyprzypis]
- Wiosna Cieplicka
- Międzynarodowy Festiwal Teatrów Ulicznych w Jeleniej Górze
- Jeleniogórska Liga Rocka
- Średniowieczny Jarmark Jeleniogórski
- Jeleniogórskie Spotkania Teatralne
- Międzynarodowy Festiwal Muzyki Organowej „Silesia sonans”
- Międzynarodowy Festiwal Muzyki Jazzowej „Krokus Jazz Festiwal”
- Festiwal Filmów Komediowych i Niezależnych Barejada
- Polskie Eksploracje Sztuki Teatralnej Kultury Awangardowej „Pestka”
- Wrzesień Jeleniogórski
- Karkonoski Festiwal Światła
- Międzynarodowy Festiwal Filmowy „Zoom Zbliżenia”
- Parada Rowerowa

### Kabarety
W Jeleniej Górze zostały założone Kabaret Paranienormalni i Kabaret Paka.
Z Jeleniej Góry wywodzą się również Jadwiga i Tadeusz Kutowie, którzy założyli jeden z pierwszych teatrów prywatnych w Polsce – Teatr Nasz.

### Zespoły muzyczne, muzycy i kompozytorzy
Z Jeleniej Góry pochodzą: grupa punkrockowa Fort BS , grupa muzyczna Leniwiec, grupa punkrockowa Stress, W Tym Sęk, Wojciech Jarociński (Wolna Grupa Bukowina), kompozytorzy: Sławomir Stanisław Czarnecki, Wojciech Jasiński, wokaliści Jacek Jaguś, Sebastian Rutkowski, raper Magik z zespołu Paktofonika i akordeonista Marcin Wyrostek.

### Inne

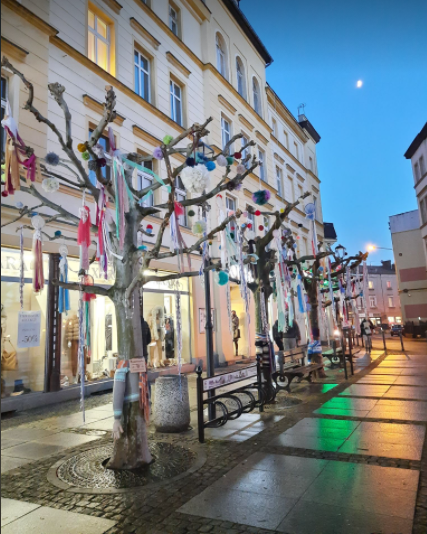
Kolorowe drzewa w Jeleniej Górze

W Jeleniej Górze, w Parku Miejskim na Wzgórzu Kościuszki znajduje się zbudowany z kamienia model przekroju geologicznego przez Sudety Zachodnie oraz pozostałości po średniowiecznej szubienicy. W parku wytyczona została trasa krajoznawcza z przystankami, rozpoczynająca się przy LOK.
W Jeleniej Górze toczy się akcja powieści kryminalnej Lęk autorstwa Huberta Hendera.
W Jeleniej Górze i okolicach toczy się akcja powieści Przemysława Semczuka Tak będzie prościej, To nie przypadek, Cyklon.

## Opieka zdrowotna

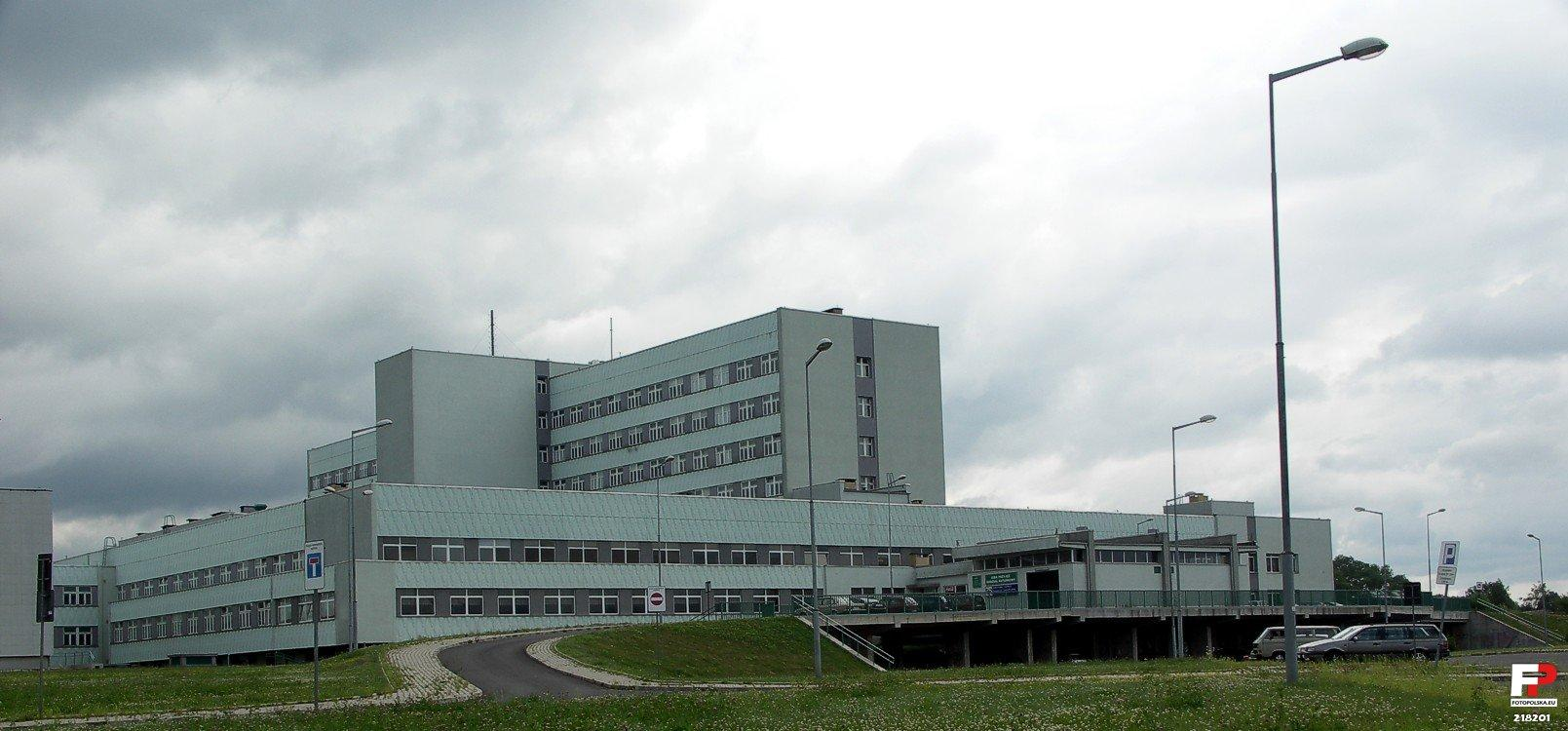
Wojewódzkie Centrum Szpitalne Kotliny Jeleniogórskiej

### Szpitale publiczne
- Wojewódzkie Centrum Szpitalne Kotliny Jeleniogórskiej
- Szpital Specjalistyczny MSWiA

## Wspólnoty wyznaniowe

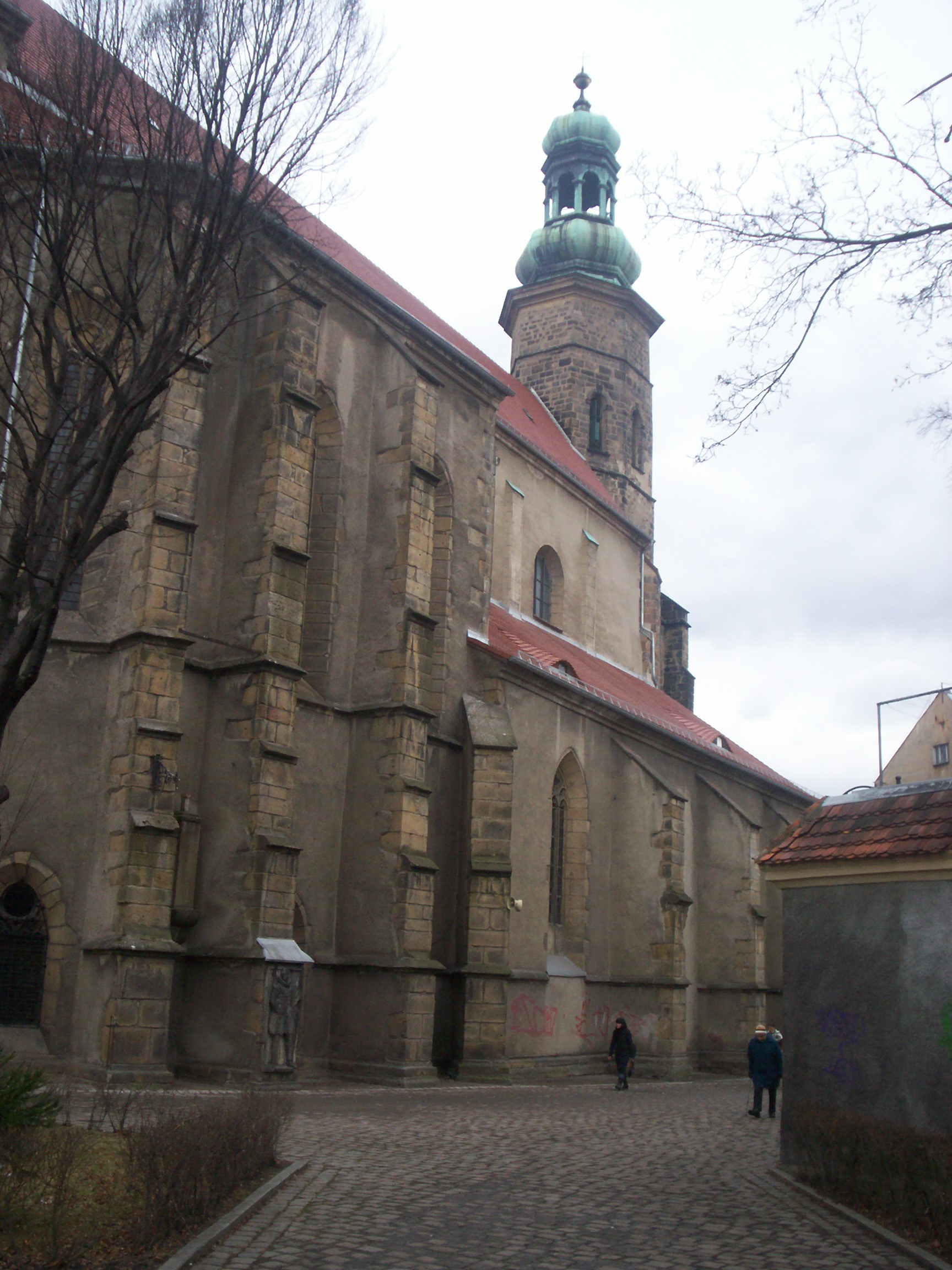
Bazylika pw. św. Erazma i Pankracego

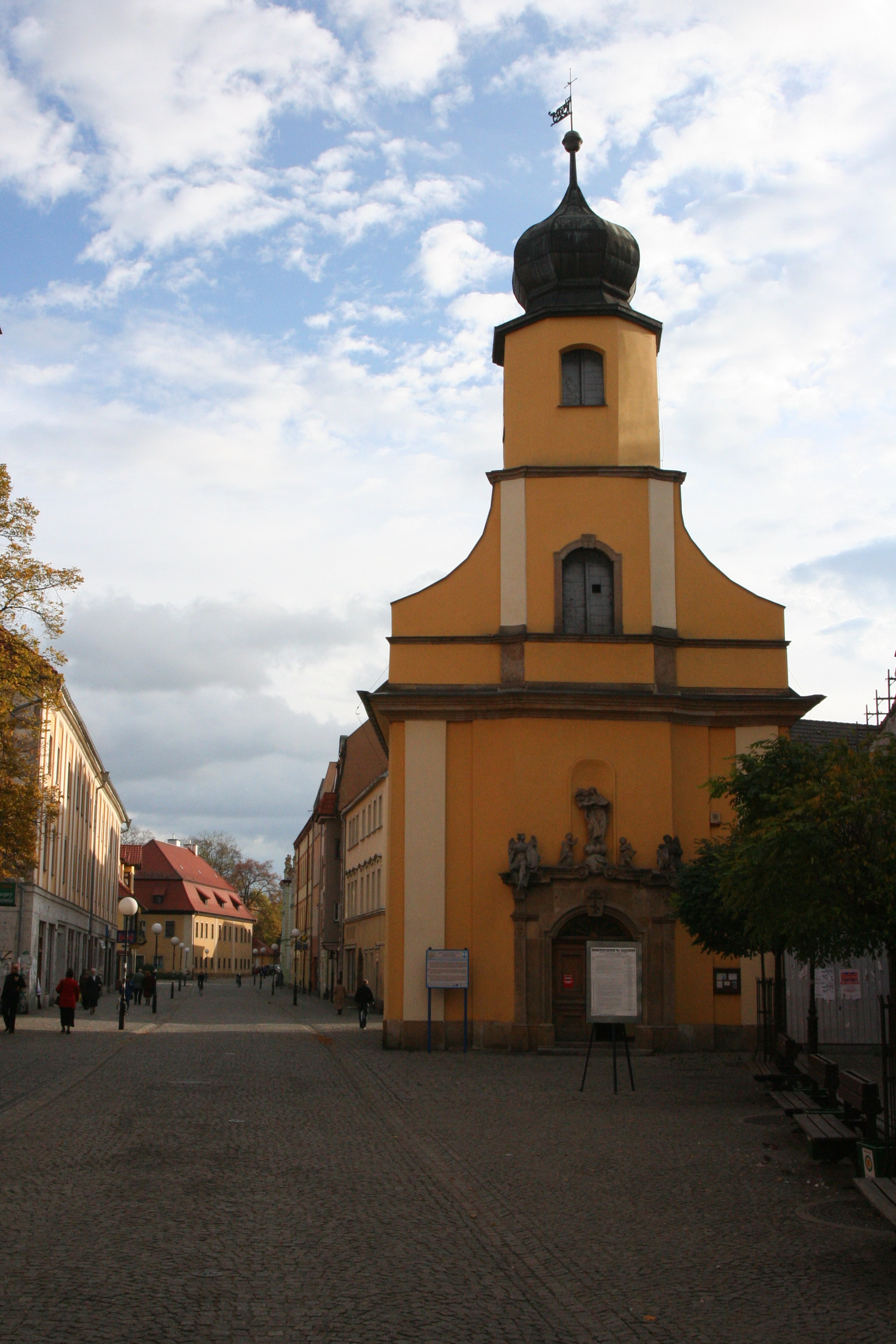
Cerkiew prawosławna pw. Świętych Piotra i Pawła

Na terenie miasta działalność religijną prowadzą następujące Kościoły i związki religijne:

### Buddyzm
- Buddyjski Związek Diamentowej Drogi Linii Karma Kagyu:
  - ośrodek w Jeleniej Górze[63]

### Irwingianizm
- Kościół Nowoapostolski w Polsce:
  - zbór w Jeleniej Górze, ul. Piłsudskiego 56[64]

### Judaizm
Po obecności religii żydowskiej w Jeleniej Górze pozostał tylko nowy cmentarz żydowski oraz wzmianki o starym cmentarzu i synagodze.

### Katolicyzm
- Kościół rzymskokatolicki:

Jelenia Góra ma 11 parafii rzymskokatolickich, skupionych w trzech dekanatach: Jelenia Góra Wschód, Jelenia Góra Zachód i Szklarska Poręba, które należą do diecezji legnickiej. W mieście znajduje się także Kolegium Zakonu oo. Pijarów.
- Kościół greckokatolicki:
  - parafia św. Józefa[66]
- Kościół Polskokatolicki w RP:
  - Parafia Matki Bożej Nieustającej Pomocy[67]

### Prawosławie
- Polski Autokefaliczny Kościół Prawosławny:
  - parafia Świętych Apostołów Piotra i Pawła[68]

### Protestantyzm
- Chrześcijańska Wspólnota Ewangeliczna:
  - zbór w Jeleniej Górze, ul. Klonowica 2/4[69]
- Kościół Adwentystów Dnia Siódmego w RP:
  - zbór w Jeleniej Górze, ul. Panieńska 36[70]
- Kościół Boży w Chrystusie:
  - Zbór „Zwycięstwo w Chrystusie”, ul. Klonowica 7 m. 2[71]
- Kościół Ewangelicko-Augsburski:
  - parafia w Jeleniej Górze, Plac Piastowski 18[72]
  - parafia św. Krzysztofa we Wrocławiu, niemieckojęzyczne nabożeństwa domowe w Jeleniej Górze[73]
- Kościół Zielonoświątkowy:
  - zbór w Jeleniej Górze, ul. Wolności 32[74]
  - zbór „Narody” we Wrocławiu – placówka w Jeleniej Górze, ul. Konopnickiej 1[75]

### Świadkowie Jehowy
- Sześć zborów: Jelenia Góra-Południe, Jelenia Góra-Północ, Jelenia Góra-Wschód, Jelenia Góra-Zachód (w tym grupa ukraińskojęzyczna), Jelenia Góra-Cieplice-Południe i Jelenia Góra-Cieplice-Północ, korzystających z kompleksu Sal Królestwa ul. Paderewskiego 56A oraz Sali przy ul. Mieszka I 4A[76][77].

| Wyznanie                          | Ludność | Odsetek |
| --------------------------------- | ------- | ------- |
| Chrześcijaństwo                   | 46,889  | 60,65%  |
| Kościół rzymskokatolicki          | 45,799  | 59,24%  |
| Świadkowie Jehowy                 | 568     | 0,73    |
| Kościół Prawosławny               | 133     | 0,17%   |
| Kościół Zielonoświątkowy          | 125     | 0,16%   |
| Kościół Ewangelicko-Augsburski    | 78      | 0,10%   |
| Kościół Adwentystów Dnia Siódmego | 49      | 0,06%   |
| Kościół Greckokatolicki           | 42      | 0,05%   |
| Inne Kościoły                     | 81      | 0,10%   |
| Buddyzm                           | 28      | 0,04%   |
| Pogaństwo                         | 19      | 0,02%   |
| Islam                             | 12      | 0,01%   |
| Inne religie i wierzenia          | 22      | 0,02%   |
| Brak Wyznania/Odmowa odpowiedzi   | 30 279  | 39,16%  |
| Populacja                         | 77,305  | 100%    |

## Media

### Czasopisma
- Jeleniogórski Tygodnik Jelonka.com (wydawca: Highlander’s Group, nakład wydania papierowego w 2017 r. 8 tys. egz.)
- Gazeta Powiatowa – Dolny Śląsk
- Gazeta Wojewódzka
- Gazeta Wyborcza – oddział
- Słowo Polskie – Gazeta Wrocławska – oddział
- Karkonosze
- Kurenda
- Nowiny Jeleniogórskie
- Rocznik Jeleniogórski
- Rynek Jeleniogórski
- Jeleniogórska Gazeta Ogłoszeniowa

### Telewizja
- Telewizja TV Karkonosze Play
- Telewizja TV Vectra
- Telewizja TV Odra
- Telewizja Polsat News – ośrodek regionalny
- Telewizja Dami
- Telewizja Strimeo

### Radio
- Muzyczne Radio – 105,8 FM,
- Radio Złote Przeboje – oddział lokalny – 106,2 FM,
- Radio Eska Wrocław – 90,2 FM,
- Eska2– oddział lokalny – 89,1 FM.

## Sport i rekreacja
W Jeleniej Górze istnieje ponad 60 klubów, stowarzyszeń i związków sportowych, m.in. MKS „Karkonosze” Jelenia Góra, MKS Karkonosze Sporty Zimowe, Klub Sportowy „Sudety” (dawniej Miejski Klub Sportowy „Sudety” Jelenia Góra), czy też „Kayak Koszykarze”. Obecnie istnieją: 4 hale widowiskowo-sportowe, 2 hale sportowe, 3 stadiony lekkoatletyczne, 1 basen kryty w szkole przy ulicy Moniuszki, basen otwarty przy ulicy Sudeckiej oraz aquapark w Cieplicach przy parku zdrojowym; lotnisko sportowe wykorzystywane przez Aeroklub Jeleniogórski, kompleks kortów tenisowych, liczne sale treningowe, siłownie, salony odnowy biologicznej. Od 1990 roku miasto wraz z pobliskimi miejscowościami jest organizatorem Rajdu Karkonoskiego. Również w latach 1952–1956, 1979, 1986 oraz 1999–2007 przez miasto przebiegała trasa Tour de Pologne i w roku 2012 ta impreza powróciła do Jeleniej Góry.
W 2018 roku powstała tutaj amatorska drużyna Kayak Koszykarze, która od początku zyskała lojalność kibiców ligi.

## Rada Miasta
| Ugrupowanie                                          | Kadencja 2002–2006 | Kadencja 2006–2010 | Kadencja 2010–2014 | Kadencja 2014–2018 | Kadencja 2018–2023    | Kadencja 2024-2029                   |
| ---------------------------------------------------- | ------------------ | ------------------ | ------------------ | ------------------ | --------------------- | ------------------------------------ |
| Koalicja Obywatelska (dawniej Platforma Obywatelska) | –                  | 7                  | 10                 | 8                  | 12 (PO.N iPL Zieloni) | 13                                   |
| Prawo i Sprawiedliwość                               | –                  | 4                  | 4                  | 6                  | 7                     | 7                                    |
| Koalicja dla Jeleniej Góry                           | –                  | –                  | –                  | –                  | –                     | 2                                    |
| Trzecia Droga                                        | –                  | –                  | –                  | –                  | –                     | 1 (PSL, Polska 2050 Szymona Hołowni) |
| KWW Huberta Papaja – Zadbajmy o Miasto               | –                  | –                  | –                  | –                  | 3                     | –                                    |
| Nowa Lewica (dawniej SLD)                            | 10 (SLD-UP)        | 5 (LiD)            | 5                  | 5                  | 1 (SLD Lewica Razem)  | –                                    |
| Jelenia Góra – Nasz Dom                              | –                  | 2                  | –                  | –                  | –                     | –                                    |
| Jeleniogórzanie z Zofią Czernow                      | 4                  | –                  | –                  | –                  | –                     | –                                    |
| Prawo i Samorządność dla Jeleniej Góry               | 3                  | –                  | –                  | –                  | –                     | –                                    |
| Razem dla Jeleniej Góry                              | –                  | –                  | 3                  | –                  | –                     | –                                    |
| Razem Zmieniamy Jelenią Górę Marcina Zawiły          | –                  | –                  | –                  | 4                  | –                     | –                                    |
| Rodzina Karkonoska                                   | 1                  | –                  | –                  | –                  | –                     | –                                    |
| Samoobrona                                           | 3                  | –                  | –                  | –                  | –                     | –                                    |
| Wspólne Miasto                                       | 2                  | 5                  | 1                  | –                  | –                     | –                                    |

## Prezydenci miasta
- Antoni Mataczyński (w funkcji Pełnomocnika Rządu; VI–IX 1945)
- Kazimierz Grochulski (1945–1948)
- Stanisław Gorczyca (od II 1948 do VI 1950)
- Zenon Perkowski (przewodniczący prezydium MRN; do XII 1954)
- Tadeusz Żebrowski (1954–1958; wcześniej dyrektor Jeleniogórskich Zakładów Przemysłu Odzieżowego)
- Zbigniew Daroszewski (II 1958 – V 1972; bezpartyjny)
- Marcin Zawiła (1990–1994)
- Zofia Czernow (1994–1998)[84].
- Józef Kusiak (1998–2006)
- Marek Obrębalski (2006–2010)
- Marcin Zawiła (2010–2018)
- Jerzy Łużniak (od 2018-)

## Współpraca międzynarodowa
Miasta i gminy partnerskie (stan 1 lipca 2016):
- Budziszyn
- Boxberg
- Cervia (od 2 kwietnia 1976[86]; wzdłuż Parku Zdrojowego biegnie ulica Cervi[87])
- Randers
- Siewierodonieck
- Tequila
- Tyler
- Valkeakoski
- Erftstadt
- Jabłoniec nad Nysą
- Changzhou
- Heidelberg

Byłe miasta partnerskie:
 Włodzimierz (współpraca zawieszona w 2022 r. w związku z agresją Rosji na Ukrainę)

## Sąsiednie gminy
Janowice Wielkie, Jeżów Sudecki, Mysłakowice, Piechowice, Podgórzyn, Stara Kamienica. Miasto sąsiaduje z Czechami.